# Armoriale delle famiglie italiane (Bor-Bra)
Questo è l'armoriale delle famiglie italiane il cui cognome inizia con le lettere che vanno da Bor a Bra.

## Armi

### Bora
| Stemma | Casato e blasonatura |
| ------ | --- |
|        | Bora (Biella) Di rosso, alla fascia d'argento, carica di un sinistrocherio vestito, d'azzurro, tenente nella mano di carnagione un limone, accompagnata in capo da un castello di due torri, d'oro, aperto e finestrato del campo, muovente dalla fascia (citato in (17)) |
|        | Boraschi (Compiano) (la blasonatura non è stata ancora caricata) (citato in DAlena) |
|        | Borazzini (Siena) Di…, alla figura partita di mezzo toro furioso di… a destra, e di mezza aquila dal volo abbassato di… a sinistra (citato in (15)) |

### Borb
| Stemma | Casato e blasonatura |
| ------ | --- |
|        | Borbon del Monte e di Sorbello (Toscana) (DE) n Blau 1 rote Keule, begleitet oben von 2, unten von 1 goldenen Lilie (citato in (21)) |
|        | Borbon del Monte e di Sorbello (Toscana) (DE) Gespalten: Vorne in Blau 1 erniedrigter silberner Schrägbalken, begleitet oben von 2, unten von 1 goldenen Lilie, hinten in Silber 1 rotbewehrter und rotgezungter blauer Löwe, oben begleitet von 1 vierlätzigen roten Turnierkragen (citato in (21)) |
|        | Borbon del Monte e di Sorbello (Toscana) (DE) Gespalten: Vorne in mit goldenen Lilien besätem blauem Feld 1 silberner Schrägbalken, der Figur nach belegt mit 3 schwarzen Hochkreuzen, hinten in Silber 1 rotbewehrter und rotgezungter blauer Löwe, oben begleitet von 1 vierlätzigen roten Turnierkragen (citato in (21)) |
|        | Borbon del Monte e di Sorbello (Toscana) (DE) Gespalten: Vorne in Blau 1 erniedrigter silberner Schrägbalken, der Figur nach belegt mit 3 schwarzen Hochkreuzen und begleitet oben von 2, unten von 1 goldenen Lilie, hinten in Silber 1 rotbewehrter und rotgezungter blauer Löwe, 1 schwarzes Hochkreuz haltend, das Ganze überdeckt von 1 vierlätzigen roten Turnierkragen (citato in (21))                                    |
|        | Borbon del Monte e di Sorbello (Toscana) (DE) Gespalten: Vorne in mit goldenen Lilien besätem blauem Feld 1 silberner Schrägbalken, der Figur nach belegt mit 3 schwarzen Hochkreuzen, hinten in Silber 1 rotbewehrter und rotgezungter blauer Löwe, das Ganze überdeckt von 1 vierlätzigen roten Turnierkragen (citato in (21))                                                                                                  |
|        | Borbone Dinastia spagnola di origine francese - Re di Napoli, di Sicilia, Re delle due Sicilie (la blasonatura non è stata ancora caricata) (citato in (32)) alias d'azzurro a tre gigli d'oro, 2, 1, alla bordura di rosso (arma dei rapporti di relazione) (citato in (32)) |
|        | Borbone (Roma) d'azzurro a tre gigli d'oro disposti 2 e 1 (citato in (4) – Vol. II pag. 127 e in DAlena) |
|        | Borbone d'azzurro, a tre gigli d'oro, e la brisura di un bastone scorciato di rosso, nel mezzo (citato in (6) – pag. 112) |
|        | Borbone (Madrid) castello (3 torri) di oro su terrazzo di verde su azzurro - gallo rivolto di oro su torre centrale - 3 gigli di oro in alto a sinistra posti 2,1 - stella (5 raggi) di oro in alto su azzurro (citato in LEOM) |
|        | Borbone del Monte (Firenze) banda molto ristretta e scorciata (bastone) di rosso al centro su azzurro - 3 gigli di oro su azzurro posti 2,1 (citato in LEOM) |
|        | Borbone d'Orleans (Madrid) d'azzurro a tre gigli d'oro, disposti 2 e 1, accompagnati in capo da un lambello di tre pendenti d'argento (citato in (4) – Vol. II pag. 127) |
|        | Borbone Marchesi di Petrella (Toscana) (DE) Gold-rot geteilt: Oben 1 schwarzer Adler, unten 1 silberner Schrägbalken (citato in (21)) |
|        | Borbonese o Le Bourbonnais (Torino) Titolo: baroni Di rosso, al braccio vestito d'argento, impugnante con la mano di carnagione una palma di verde, con il capo d'azzurro, cucito, carico di tre stelle d'oro, male ordinate alias Di rosso, al braccio vestito d'argento, impugnante con la mano di carnagione una palma di verde, con il capo d'azzurro, cucito, carico di tre gigli d'oro, ordinati in fascia (citato in (17)) |
|        | Borboni (Cesena) (la blasonatura non è stata ancora caricata) (citato in BLCW) Immagine in Blasone Cesenate. |
|        | Borboni Marchesi del Monte Santa Maria (Toscana) (DE) In Blau 3 goldene Lilien, überdeckt von 1 roten Schrägbalken (citato in (21)) |

### Borc
| Stemma | Casato e blasonatura                                                                                        |
| ------ | --- |
|        | Borchi (Firenze) Troncato di rosso e d'argento, a tre rose, 2.1, dell'uno nell'altro (citato in (15))       |
|        | Borchi (Cesena) (la blasonatura non è stata ancora caricata) (citato in BLCW) Immagine in Blasone Cesenate. |

### Bord
| Stemma | Casato e blasonatura |
| ------ | --- |
|        | Borda (Torino) Titolo: signori di Piobesi; consignori di Aramengo D'oro al leone di rosso, con la fascia d'argento, in divisa, attraversante alias Troncato: al 1° d'argento, a tre pioppi nutriti sulla pianura erbosa, il tutto al naturale; al 2° d'azzurro, al cigno d'argento, beccato e membrato d'oro, tenente con il becco un ramoscello, di verde, posto in palo, sormontato da due gigli d'oro (citato in (17)) |
|        | Bordelli o Bardelli (Toscana) (DE) In Blau 1 silberner Balken, begleitet oben von 2 durch 1 rotes Band verbundene gekreuzte goldene Schlüssel, unten von 3 achtspeichigen goldenen Rädern 2:1 gestellt (citato in (21)) |
|        | Bordi (Siena) D'azzurro, a tre stelle a otto punte d'oro, 2.1 (citato in (15)) |
|        | Bordi (Cesena) (la blasonatura non è stata ancora caricata) (citato in BLCW) Immagine in Blasone Cesenate. |
|        | Bordino (Abruzzo) (la blasonatura non è stata ancora caricata) (citato in DAlena) |
|        | Bordino o Bordin (Peglia) Titolo: signori di Saint Sauveur; consignori di Toetto D'azzurro, al mesciacqua d'oro alias D'azzurro, alla fascia d'oro, carica di due rose di rosso, accompagnata da tre rose di argento (citato in (17)) |
|        | Bordlamasi (Modena) (la blasonatura non è stata ancora caricata) (citato in UNFE) Immagine nella Biblioteca Estense Universitaria (id. 1444), su bibliotecaestense.beniculturali.it. URL consultato il 10 dicembre 2020 (archiviato dall'url originale il 4 marzo 2016). |
|        | Bordogna (Val Brembana) Inquartato: di rosso e di blu, con un bisante d'oro in cuore (citato in Stemmi della Val Brembana (archiviato dall'url originale il 6 gennaio 2013).) |
|        | Bordonali (Catania) torre di rosso su argento - 3 bande di oro su azzurro - aquila di nero su oro in capo (citato in LEOM) |
|        | Bordoni (Firenze) D'argento, al lupo rapace d'azzurro, tenente in palo un bordone d'oro alias D'argento, al lupo rapace d'azzurro, sinistrato da un bordone posto in palo d'oro, accollato da un nastro dello stesso (citato in (15)) |
|        | Bordoni (Tortonese ?) Titolo: consignori di Castelletto Merli D'argento, al castello di rosso, torricellato di due pezzi a due palchi, il tutto merlato alla guelfa, murato di nero, aperto e finestrato del campo; dietro al castello un bordone d'oro, in palo, uscente dalla porta, con il capo d'oro, (cucito), carico di un'aquila coronata, di nero (citato in (17))                                                |
|        | Bordoni o Bordone (Mondovì) D'azzurro, al bordone da pellegrino, accostato da due stelle, il tutto d'oro (citato in (17)) |
|        | Bordoni del Quartiere di Santa Maria Novella (Toscana) (DE) In Silber 1 blauer Wolf, links begleitet von 1 goldenen mit 1 goldenen Band? umwundenen Stab (citato in (21)) |

### Bore
| Stemma | Casato e blasonatura |
| ------ | --- |
|        | Borea (Liguria) Titolo: duchi; marchesi di Olmo Troncato semipartito, al 1º d'azzurro a un vento, posto nella parte inferiore, soffiante contro una nuvola posta nel cantone destro del capo, il tutto al naturale, e sormontato da tre stelle d'oro ordinate in fascia, al 2º di verde, al 3º d'argento (citato in (17)) |
|        | Borea Buzzacarini (Bologna, Parigi) testa di profilo (vento borea) soffiante verso una nuvola tutto al naturale su azzurro - 3 stelle (6 raggi) di oro in alto a destra su azzurro poste in fascia - verde pieno bordato di argento - argento pieno bordato di verde (citato in LEOM) |
|        | Borea d'Olmo (Sanremo) troncato: nel 1º d'azzurro all'aquilone soffiante verso una nuvola uscente dal fianco sinistro; il tutto sormontato da 3 stelle d'oro; nel 2º partito di verde e d'argento (citato in GUCA – pag. 569 e in DAlena) |
|        | Borea d'Olmo (Sanremo, Albenga, Roma) troncato: nel 1º d'azzurro, a un capo umano, soffiante verso una nuvola al naturale, posta nel canton destro, il tutto sormontato da tre stelle d'oro di sei raggi ordinate in fascia; nel 2º partito di verde e d'argento (citato in (4) – Vol. II pag. 128) |
|        | Borea Ricci (Sanremo, Albenga, Roma) partito: nel 1º di Borea, come sopra; nel 2º partito di nero e di rosso alla banda d'oro attraversante (Ricci) (citato in (4) – Vol. II pag. 128 e in (17)) |
|        | Borel (Oulx) Titolo: signori di Nevache Inquartato, al 1° e 4° d'argento alla croce dentellata, d'azzurro, accantonata da quattro rincontri di bue di rosso, anellati d'argento, al 2° e 3° d'azzurro allo scaglione d'oro, con il capo cucito di rosso, carico d'una stella d'oro, accompagnata da due uomini affrontati d'argento Motto: Vicendum vel moriendum (citato in (17))                                                |
|        | Borella (Paruzzaro d'Arona) Titolo: Nobile troncato: al 1º d'oro, all'aquila coronata, di verde; al 2º d'azzurro, alla mano di carnagione, appalmata, guernita di argento (citato in (4) – Vol. II pag. 129 e in (17)) aquila coronata di verde su oro - mano destra appalmata di carnagione con polsino merlettato di argento su azzurro (citato in LEOM)                                                                        |
|        | Borelli (Zara) Titolo: Conte di Wrana d'azzurro al grifo alato d'oro, poggiato su un monte di tre cime d'argento, accompagnato in capo da un lambello di quattro pendenti di roso, tra i quali vi sono tre gigli d'oro Cimiero: due spade d'argento manicate d'oro, sguainate e decussate, l'elsa in giù. La corona comitale sormontata da tre penne di struzzo una di rosso fra due d'azzurro (citato in (4) – Vol. II pag. 129) |
|        | Borelli (Torino) Titolo: Conte d'azzurro, a tre bande d'oro; col capo d'argento, carico di tre tortelli di rosso, ordinati in fascia (citato in (4) – Vol. II pag. 129) |
|        | Borelli (Catanzaro) D'argento alla banda d'azzurro (citato in DAlena e in BLCL) |
|        | Borelli (Torino) Titolo: signori di Lessolo Bandato d'oro e di azzurro, con il capo del secondo, carico di tre bisanti del primo, male ordinati Motto: Le plus avant gaigne (citato in (17)) |
|        | Borelli (Chieri) Titolo: consignori di Cavallerleone D'azzurro, a tre bisanti d'oro (citato in (17)) |
|        | Borelli (Moncalieri) D'azzurro, alla stella di sei raggi, raggiante, accantonata da sei altre simili e minori, il tutto d'oro (citato in (17)) |
|        | Borelli (Torino) Titolo: conti D'azzurro, a tre bande d'oro, con il capo d'argento, carico di tre tortelli di rosso, ordinati in fascia (citato in (17)) |
|        | Borelli(Cesena) (la blasonatura non è stata ancora caricata) (citato in BLCW) Immagine in Blasone Cesenate. |
|        | Borello o Borelli (Valsusa) Titolo: signori di Castelborello Di rosso, allo scaglione accompagnato da tre merli, il tutto d'oro (citato in (17)) |
|        | Borello (Fossano) Inquartato, al 1° e 4° d'azzurro, a tre fasce d'oro, al 2° e 3° d'azzurro, al leone d'oro, lampassato di rosso Motto: Concordia nutrit amorem (citato in (17)) |

### Borg
| Stemma | Casato e blasonatura |
| ------ | --- |
|        | Borga (Savigliano) Troncato d'argento e di rosso, al bue ritto, dell'uno nell'altro (citato in (17)) |
|        | Borgagni (Firenze) D'oro, alla banda d'azzurro, caricata di tre stelle a otto punte del campo, e accompagnata da due fiamme di rosso, una in capo e una in punta (citato in (15)) |
|        | Borgarelli (Fossano) Titolo: conti di Aisone, Sarola, Villaviana D'azzurro, alla chiesa d'argento, aperta, finestrata e tegolata di rosso, con due campanili, uno più alto dell'altro Motto: Pax huic domui (citato in (17)) |
|        | Borgarelli (Chieri) Titolo: conti di Cambiano; consignori di Poirino, Santena D'azzurro, alla chiesa d'argento, ad un campanile, tegolata di rosso, murata di nero Motto: Pax huic domui (citato in (17)) |
|        | Borgarelli (Cambiano) Titolo: conti D'azzurro, alla chiesa d'argento, ad un campanile, tegolata di rosso, murata di nero (citato in (17)) |
|        | Borgarelli (Parma) chiesa di argento aperta e finistrata di nero tegolata di rosso 2 campanili simili su azzurro (citato in LEOM) |
|        | Borgazzi (Milano) troncato: di sopra, d'oro all'aquila di nero, coronata del campo: di sotto d'azzurro alla colonna di argento, accostata da due cespugli di brugo (erica al naturale) (citato in (4) – Vol. II pag. 129) |
|        | Borgese o Burgisi (Sicilia) d'argento, al leone di nero (citato in Mango) |
|        | Borgesi (Firenze) D'argento, al palo di losanghe accollate di rosso (citato in (15)) |
|        | Borgheri (Firenze) troncato di argento e di rosso, al leone dell'uno nell'altro coronato d'oro (citato in (4) – Vol. II pag. 130) Troncato d'argento e di rosso, al leone dell'uno nell'altro, coronato d'oro (citato in (15)) alias Troncato d'argento e di rosso, al leone d'oro, coronato d'oro (citato in (15)) |
|        | Borgherini (Firenze) Di rosso, alla banda d'oro, caricata di tre rose del campo (citato in (15)) (DE) In Rot 1 goldener Schrägbalken, belegt mit 3 roten Rosen (citato in (21)) alias Di rosso, alla banda d'argento, caricata di tre rose del campo (DE) In Rot 1 silberner Schrägbalken, belegt mit 3 roten Rosen (citato in (21)) |
| 150px  | Borghese (Roma) Titoli: Principi di Sulmona, Sabuci, Cassaro, Rossano, Torlonia, Aldobrandini, Vivaro, Nettuno, Sant'Angelo, San Paolo; Duchi di Poggio Nativo, Palombara, Canemorto, Castelchiodato, Bomarzo, Salviati; Marchesi di Mentana, Norma, Civitella Vicovaro, Pratica, Morricone ecc. d'azzurro al drago alato d'oro, al capo dello stesso, caricato di un'aquila di nero, imbeccata, membrata e coronata d'oro Ornamenti: il manto Motto: In utroque vigil (citato in (4) – Vol. II pag. 130) (Immagine nella Raccolta stemmi Trippini (JPG).) alias D'azzurro al drago alato d'oro reciso e sanguinante (citato in DAlena)                                                |
|        | Borghese (ramo di Sabuci) (Roma) Titoli: Principe di Sabuci, Principe di Cassaro, Marchese di Spaccaforno, Barone di Bambina, Casalotto e Sant'Andrea, Barone di Mongiolino, Barone di Monastero d'azzurro, al drago alato d'oro; al capo dello stesso, caricato da un'aquila di nero, armata, membrata e coronata d'oro (citato in (4) – Vol. II pag. 135) D'azzurro al drago alato d'oro, al capo dello stesso, caricato di un'aquila di nero imbeccata, membrata e coronata d'oro) Motto: In utroque vigil (citato in DAlena) |
|        | Borghese (Roma) drago di oro su azzurro - capo d'Impero (citato in LEOM) alias drago di oro su azzurro - capo d'Impero - bordura di rosso (citato in LEOM) |
|        | Borghese (Napoletano) Titolo: principe di Sulmona, Rossano, Torlonia, Vivaro; duca di Ceri, Poggio; barone di Cropalati troncato, nel 1° d'oro all'aquila coronata d'oro; nel 2° d'azzurro al drago alato d'oro reciso e sanguinante (citato in (22)) Notizie storiche in Nobili napoletani. |
|        | Borghese (Toscana, Roma) (DE) Gold-blau geteilt: Oben 1 schwarzer Adler, unten 1 goldener Drache (citato in (21)) (Immagine nell' Archivio Storico Capitolino (PDF).) |
|        | Borghese o Borgesio o Borgese o Borghesio (Torino, Mondovì, Lione) Titolo: signori di Altessano; consignori di Bruino, Borgaro, Cigliaro Bandato d'argento e di rosso, con il capo d'azzurro carico di un leone d'oro passante alias Bandato d'oro e di rosso, con il capo d'azzurro carico di un leone d'oro passante (citato in (17)) |
|        | Borghese (Vercelli) Di verde, al castello d'argento, aperto e finestrato di nero, accostato da due torri rosse, con le cornici d'argento, con il capo d'oro, carico di un'aquila di nero (citato in (17)) |
|        | Borghesi d'azzurro, al drago spiegato d'oro, e il capo dell'Impero dello stesso (citato in (6) – pag. 126) |
|        | Borghesi (Firenze) Di…, alla banda di…, accostata da due crescenti di…, volti nel senso della pezza (citato in (15)) |
|        | Borghesi (Siena, Firenze) D'azzurro, al drago d'oro; con il capo dell'Impero alias Troncato: nel 1º d'oro, all'aquila dal volo spiegato di nero, coronata del campo; nel 2º d'azzurro, al drago d'oro (citato in (15)) |
|        | Borghesi(Cesena) (la blasonatura non è stata ancora caricata) (citato in BLCW) Immagine in Blasone Cesenate. |
|        | Borghesi (San Marino) grifo rampante di oro con la coda spezzata e sanguinante su azzurro (citato in LEOM) |
|        | Borghesi Bichi (Siena) partito: nel 1º d'azzurro al drago alato d'oro, al capo dello stesso caricato di un'aquila spiegata di nero, membrata e coronata dello stesso; nel 2º d'oro alla testa di leone strappata di nero linguata di rosso, al capo cucito d'oro caricato di un'aquila spiegata di nero imbeccata, membrata e coronata d'oro (citato in (4) – Vol. II pag. 135) |
|        | Borghetti (Cesena) (la blasonatura non è stata ancora caricata) (citato in BLCW) Immagine in Blasone Cesenate. |
|        | Borghi (Bologna) d'azzurro ad una torre quadrata di argento, sopra una terrazza di verde, ed accostata da due buoi affrontati di argento e moventi dai fianchi dello scudo, col capo d'Angiò (citato in (4) – Vol. II pag. 136) |
|        | Borghi (Firenze) D'azzurro, al crescente montante d'oro, sormontato da una stella a otto punte dello stesso (citato in (15)) (DE) In Blau 1 achtstrahliger goldener Stern und 1 liegender goldener Halbmond pfahlweise (citato in (21)) alias D'azzurro, al crescente montante d'oro, accompagnato da due stelle a otto punte dello stesso, una in capo e una in punta (citato in (15)) (DE) In Blau 1 achtstrahliger goldener Stern, 1 liegender goldener Halbmond und 1 achtstrahliger goldener Stern pfahlweise (citato in (21)) alias (DE) In Blau 1 achtstrahliger goldener Stern, 1 liegender silberner Halbmond und 1 achtstrahliger goldener Stern pfahlweise (citato in (21)) |
|        | Borghi (Firenze) Inquartato decussato d'argento e d'azzurro, a due stelle a otto punte del primo nei due quarti del secondo (citato in (15)) (DE) Silber-blau schräggeviert, in den blauen Plätzen je 1 achtstrahliger silberner Stern (citato in (21)) |
|        | Borghi (Pisa) Troncato: nel 1º troncato: a/ d'azzurro, al drago d'oro lampassato di rosso, nascente dalla partizione; b/ di rosso, alla catena d'oro posta in scaglione rovescio; nel 2º troncato d'azzurro e d'oro, al leone dell'uno nell'altro (citato in (15)) |
|        | Borghi (Radicondoli) Di…, alla fascia spinata diminuita di…, accostata da due porte di borgo (o archi) di…, aperte del campo; il tutto accompagnato da due stelle a otto punte di…, una in capo e una in punta (citato in (15)) |
|        | Borghi(Cremona) d'argento, al leone rampante di rosso, coronato d'oro (citato in BLCR) Immagine in Blasonario Cremonese (archiviato dall'url originale il 7 aprile 2014). D'argento, al leone di rosso coronato d'oro (Immagine nella Raccolta stemmi Trippini (JPG).) |
|        | Borghi della Diana (Firenze) D'argento, alla croce di sant'Andrea doppiomerlata di rosso (citato in (15)) |
|        | Borghigiani (Firenze) D'azzurro, al cavallo inalberato d'argento (citato in (15)) |
|        | Borghigiani (Firenze) D'azzurro, al leone al naturale tenente un ramo di rosaio di verde, fiorito di un pezzo di rosso, e alla fascia attraversante dello stesso (citato in (15)) |
|        | Borghini (Livorno) d'azzurro alla croce di rosso, caricata di un giglio d'oro e fiancheggiata da 4 torri fabbricate e merlate d'argento, due per parte in palo (citato in (4) – Vol. II pag. 136) |
|        | Borghini (Firenze, Arezzo) d'oro alla banda abbassata di rosso, accostata da sei rondini al naturale male ordinate, tre in capo e tre in punta, al capo inquartato di rosso e d'oro, caricato il primo e quarto di una stella di sei raggi del secondo (citato in (4) – Vol. II pag. 136) |
|        | Borghini (Firenze) D'oro, alla banda diminuita di rosso, accompagnata da sei uccelli posati di nero, 3.3, ordinati in cinta alias D'oro, alla banda diminuita di rosso, accompagnata da sei uccelli posati di nero, 3.3, ordinati in cinta; con il capo inquartato d'oro e di rosso, a due stelle a sei punte del secondo nei due quarti del primo (citato in (15)) |
|        | Borghini (Livorno) D'azzurro, alla croce di rosso, caricata di un giglio d'oro e accantonata da quattro torri d'argento (citato in (15)) |
|        | Borghini (Pisa) Di verde, al globo imperiale di rosso centrato e crociato d'oro, racchiuso fra due fasce diminuite, accompagnate da due stelle a otto punte, una in capo e una in punta, il tutto d'oro (citato in (15)) |
|        | Borghini o Borghino (Vercelli) D'azzurro, alla sirena, al naturale (citato in (17)) |
|        | Borgia d'azzurro, al ponte di tre archi, merlato di tre pezzi alla ghibellina, il tutto dello stesso, con la riviera fluttuosa, pure d'argento (citato in (6) – pag. 131) |
|        | Borgia (Spagna e Italia) d'oro, al bue passante di rosso, sopra la campagna di verde; alla bordura del secondo, caricata di otto fiamme del campo (FR) D'or au bœuf passant de gueules, sur une terrasse de sinople; à la bordure de gueules, chargée de huit flammes d'or. (citato in CROL – pag. 256) |
|        | Borgia, Principi di Squilace un bue rosso, che pasce in un prato di verde herbette e che riguarda in alto con la testa. Il campo è d'oro, e suole esser inquartato con Aragona, per causa del matrimonio che D. Goffredo Borgia fece con Sancia figliuola del Re Alfonso d'Aragona (citato in (7) - pag. 385) |
|        | Borgia (Roma, Napoli) partito, nel 1° d'oro al bue rosso posto su un terreno verde, con una bordura d'oro caricata da otto spighe verdi; nel 2° fasciato d'oro e di nero alias d'oro al bue rosso posto su un terreno verde; lo scudo con una bordura verde caricata con otto spighe di grano d'oro alias d'argento al bue rosso passante, coronato e unghiato d'oro alias d'azzurro al bue d'oro (citato in (22)) Notizie storiche in Nobili napoletani. |
|        | Borgia (Milano) partito: nel 1º di rosso alla capitozza, nudrita su pianura erbosa al naturale e sormontata da una stella d'oro e trapassata in banda da una spada d'argento guernita d'oro con la punta all'ingiù; nel 2º troncato di sopra d'oro al bue passante di rosso sulla pianura di verde; di sotto d'azzurro a 3 sbarre d'oro Motto: Aut Caesar aut nihil (citato in (4) – Vol. II pag. 136) |
|        | Borgia o Borea (Siracusa) troncato nel 1º d'azzurro al bue d'oro, passante, sormontato da una stella di sei raggi fra due aquiloni, il tutto dello stesso; nel 2 d'azzurro a tre bande d'oro (citato in (4) – Vol. II pag. 137 e in Mango) |
|        | Borgia (Napoli, Roma) di argento al bue passante di rosso, coronato e unghiato d'oro (citato in (4) – Vol. II pag. 137) |
|        | Borgia (Roma) (la blasonatura non è stata ancora caricata) (Immagine nell' Archivio Storico Capitolino (PDF) (archiviato dall'url originale il 4 marzo 2016).) |
|        | Borgia (Siena) di azzurro al fonte di 3 archi, merlato di merli alla ghibellina sull'acqua corrente, il tutto d'argento (citato in (4) – Vol. II pag. 137) D'azzurro, al ponte a tre arcate al naturale, merlato alla ghibellina, fondato sulla riviera pure al naturale (citato in (15)) |
|        | Borgia (Sicilia) d'azzurro con un bue d'oro. Corona di barone (citato in (29)) Notizie storiche in Famiglie nobili di Sicilia. |
|        | Borgia (Firenze) (la blasonatura non è stata ancora caricata) (Immagine nella Raccolta stemmi Trippini (JPG).) |
|        | Borgia (Milano) scaglione di rosso su oro - bue pascente al naturale su terrazzo di verde su oro - 3 rose di rosso in alto su oro poste 1,2 (citato in LEOM) |
|        | Borgia, duca Valentino Cesare (1500) (la blasonatura non è stata ancora caricata) (citato in BLCW) Immagine in Blasone Cesenate. |
|        | Borgia d'Aragona (Sicilia) inquartato: nel 1° d'oro, al bue di rosso, passante su verde, con la bordura di rosso, caricata da otto fiammelle d'oro; nel 2° d'oro, a quattro pali di rosso; nel 3° d'azzurro, a tre gigli d'oro; nel 4° fasciato d'oro e di rosso (citato in Mango) |
|        | Borgia Mandolini (Perugia) interzato in palo: al 1º di Mandolini che è di rosso allo scaglione rovesciato, doppiomerlato di argento, con in capo una stella d'oro; al 2ºdi Borgia che è di azzurro al fonte di 3 archi, merlato di merli alla ghibellina sull'acqua corrente, il tutto d'argento; al 3º di Maniconi che è d'azzurro a due bande accompagnate da 2 stelle, il tutto d'oro Cimiero: 2 serpi di verde linguate di rosso, affrontate (citato in (4) – Vol. II pag. 137) |
|        | Borgia Vermiglioli (Perugia) interzato in palo: al 1º di Mandolini che è di rosso allo scaglione rovesciato, doppiomerlato di argento, con in capo una stella d'oro; al 2ºdi Borgia che è di azzurro al fonte di 3 archi, merlato di merli alla ghibellina sull'acqua corrente, il tutto d'argento; al 3º di Maniconi che è d'azzurro a due bande accompagnate da 2 stelle, il tutto d'oro (citato in (4) – Vol. II pag. 138) |
|        | Borgianni (Firenze) D'argento, al calice d'oro, sostenuto da due uccelli di rosso, beventi al calice stesso (citato in (15)) |
|        | Borgiotti (Firenze) D'argento, alla fascia cucita d'oro, sostenente un'aquila bicipite di nero, rostrata e armata d'oro, e accompagnata in punta da tre fiamme di rosso, 1.2 (citato in (15)) (DE) In Silber 1 erniedrigter goldener Balken, begleitet oben von 1 schwarzen Doppeladler, unten von 3 mit je 1 roten Feuer besetzten schwarzen Scheiben 1:2 gestellt (citato in (21)) |
|        | Borgnini Santi (Firenze) (la blasonatura non è riportata) (citato in (4) – Vol. II pag. 138) 3 crocette di azzurro su sbarra di argento su rosso - aquila di azzurro su argento in capo (citato in LEOM) |
|        | Borgnini Santi (Asti) Titolo: nobili Di rosso, alla sbarra d'argento, caricata di tre crocette d'azzurro, con il capo d'argento, carico di un'aquila di azzurro Motto: Non vi sed virtute (citato in (17)) |
|        | Borgnino (Carmagnola) D'azzurro, alla fascia d'oro, carica di una testa al naturale, bendata e coronata d'argento (citato in (17)) |
|        | Borgo (Vicenza, Chiampo, Venezia) Titolo: Nobile d'argento, al monte di tre vette alla tedesca di verde, sostenente una colomba al naturale (citato in (4) – Vol. II pag. 138 e in DAlena) |
|        | Borgogelli (Fano, Roma, Urbino) Titolo: Conte di rosso al liocorno inalberato di argento (citato in (4) – Vol. II pag. 139) liocorno di argento rampante su rosso (citato in LEOM) Cimiero: liocorno nascente |
|        | Borgogelli Avveduti (Fano, Roma) Titolo: Conte partito: nel 1º di rosso al liocorno inalberato di argento (Borgogelli); nel 2º di azzurro al destrocherio, movente dal lato sinistro, vestito d'oro e tenente una cornucopia d'oro con i fiori e frutta (Avveduti) (citato in (4) – Vol. II pag. 141) liocorno di argento rampante su rosso - destra vestita di oro uscente da destra afferrante cornucopia dello stesso con fiori e frutta al naturale su azzurro (citato in LEOM) Cimiero: liocorno nascente |
|        | Borgogelli Ottaviani (Fano) Titolo: Conte partito: nel 1º di rosso al liocorno inalberato di argento (Borgogelli); nel 2º di azzurro alla banda di rosso bordata d'oro e caricata di tre palle dello stesso (Ottaviani) (citato in (4) – Vol. II pag. 141) liocorno di argento rampante su rosso - 3 palle di oro su banda di rosso bordata di oro su azzurro (citato in LEOM) Cimiero: liocorno nascente |
|        | Borgogelli Virgili (Urbino, Pesaro, Firenze, Sassari) Titolo: Patrizio di Fano e Urbino e Nobile dei Conti Borgogelli partito: nel 1º di rosso al liocorno di argento rampante su rosso Borgogelli); nel 2º albero di quercia su ristretto al naturale su azzurro e 2 salamandre di verde affrontate e rampanti sul tronco su azzurro (citato in Spreti Suppl. 1° pag. 409) liocorno di argento rampante su rosso - albero di quercia su ristretto al naturale su azzurro - 2 lucertole di verde affrontate e rampanti sul tronco su azzurro (citato in LEOM) Cimiero: liocorno nascente                                                                                               |
|        | Borgogelli Bambini (Fano) Titolo: Nobile e Patrizio di Fano partito: nel 1º liocorno di argento rampante su rosso - zampa di leone in palo di oro su azzurro liocorno di argento rampante su rosso - zampa di leone in palo di oro su azzurro (citato in LEOM) |
|        | Borgogna (Torino) Titolo: marchesi di Capriasco D'azzurro, alla quercia d'oro, sormontata da tre stelle d'argento, male ordinate, affiancata da due leoni d'oro, controrampanti, tenenti con una delle branche anteriori una spada d'argento, in palo Motto: Rectitudo (citato in (17)) |
|        | Borgognini (Firenze) Di rosso, allo scaglione riverso d'argento (citato in (15)) (DE) In Rot 1 silberner Sturzsparren (citato in (21)) |
|        | Borgognini (Toscana) (DE) In Rot 3 silberne Scheiben 1:2 gestellt (citato in (21)) |
|        | Borgognini (Toscana) (DE) In Rot 8 silberne Scheiben, 3:2:3 gestellt (citato in (21)) |
|        | Borgognoni (Firenze) Di rosso, a otto palle d'argento, 2.3.2.1 alias Di rosso, a otto palle d'oro, 2.3.2.1 alias Di rosso, a tre palle d'oro, 2.1 (citato in (15)) |
|        | Borgoli (Firenze) Di rosso, allo scaglione riverso d'oro, sostenente una croce latina dello stesso (citato in (15)) (DE) In Rot 1 goldenes Hochkreuz, überdeckt von 1 goldenen Sturzsparrenleiste (citato in (21)) |
|        | Borgolini (Toscana) (DE) In Rot 1 silbernes Hochkreuz, 1 erhöhte blaue Sturzsparrenleiste überdeckend (citato in (21)) |
|        | Borgolini (Toscana) (DE) In Rot 1 goldenes Hochkreuz, 1 erniedrigte goldene Sturzsparrenleiste überdeckend (citato in (21)) |
|        | Borgolini (Toscana) (DE) In Silber 1 roter Balken, überdeckt von 1 je mit 1 achtstrahligen goldenen Stern besetzten blauen Winkelschildhaupt und 1 Winkelschildfuß (citato in (21)) |
|        | Borgottini (Firenze) D'azzurro, a due martelli decussati d'argento, accompagnati in capo da una stella a otto punte d'oro e in punta da un monte di sei cime dello stesso (citato in (15)) |
|        | Borgucci Verani (Volterra) partito: nel 1º d'oro allo scaglione di nero sostenente un uccello al naturale; nel 2º di rosso al cane d'oro rampante e collarinato del campo (citato in (4) – Vol. II pag. 142) Partito: nel 1º d'oro, allo scaglione di nero cimato da un uccello posato al naturale; nel 2º di rosso, al cane rampante d'oro, collarinato del campo (citato in (15)) |

### Bori
| Stemma | Casato e blasonatura |
| ------ | --- |
|        | Borini (Reggio Emilia) troncato: nel 1º d'azzurro ad una stella (6) d'oro; nel 2º di rosso alla lettera T con una campanella pendente dal braccio destro, il tutto d'oro; alla fascia d'oro attraversante sulla troncatura (citato in (4) – Vol. II pag. 142) |
|        | Borio (Burio, Costigliole) D'azzurro, alla banda d'argento, con il leone di nero, linguato di rosso, attraversante (citato in (17)) |
|        | Borio (Niella Tanaro) D'oro, alla fascia d'azzurro, carica di una freccia di nero, posta in fascia, la punta a destra, la fascia accostata da sei burelle di rosso, dentate, tre sopra e tre sotto (citato in (17))                                           |
|        | Borio di Tigliole (Costigliole, Tigliole) Titolo: conti Di rosso, al monte di tre cime di verde, sostenente un gallo d'oro Motto: Vigilat qui montes superat (citato in (17))                                                                                 |

### Borm
| Stemma | Casato e blasonatura |
| ------ | --- |
|        | Bormiolo o Bormioli (Torino) Titolo: conti di Pino Troncato, d'azzurro con tre stelle d'oro male ordinate e di rosso al bue d'oro Motto: Et verbum caro factum est (citato in (17)) |

### Born
| Stemma | Casato e blasonatura |
| ------ | --- |
|        | Bornion (Aosta) Partito d'argento e di rosso, ciascun punto a tre dardi, all'ingiù, impugnati, dell'uno nell'altro, legati d'oro, con il capo d'azzurro, carico di una mezzaluna d'argento, crescente Motto: Te tendimus una (citato in (17)) |

### Boro
| Stemma | Casato e blasonatura |
| ------ | --- |
|        | Boromei inquartato, fiancato col capo e la punta, il tutto ritondato: nel 1º di rosso, alla corona all'antica d'oro, posta in sbarra; nel 2º d'argento, a due trecce di rosso, moventi in sbarra dall'angolo sinistro del capo, annodate e passate in croce di S. Andrea; nel 3º d'argento a tre anelli di rosso, intrecciati; nel 4º di rosso, al freno d'argento posto in banda; il tutto fiancato ritondato di rosso, il fianco destro caricato di un liocorno d'argento, spaventato da un'ombra di sole radioso d'oro, orizzontale a destra, caricato di una biscia attorcigliata d'azzurro; il fianco sinistro di rosso, al cammello d'oro, giacente in un canestro dello stesso, con un pennacchio d'argento e d'azzurro, movente (piantato) dalla schiena; il capo e la punta d'argento, caricati, il capo del motto Humilitas di nero, coronato d'oro, e la punta di un cedro d'oro, gambuto e fogliato di verde, posto in fascia. Sul tutto uno scudo partito: nel 1º bandato di vaio e di verde, nel 2º fasciato di rosso e di verde, alla traversa d'argento attraversante (citato in (6) – pag. 128) |
|        | Boromei(Cesena) (la blasonatura non è stata ancora caricata) (citato in BLCW) Immagine in Blasone Cesenate. |

### Borr
| Stemma | Casato e blasonatura |
| ------ | --- |
|        | Borra (Carmagnola) Titolo: consignori di Pralormo Di […] alla banda di […], con il capo di […], alla stella di […] Motto: Splendore et fortitudine (citato in (17)) |
|        | Borra (Ono Degno, Brescia) tre monti accavallati, sormontati da una stella a sei punte (citato in Piovanelli) |
|        | Borrani (Bressago Valtraveglia) pianta di rosa di verde fiorita di 9 pezzi di azzurro su un ristretto di verde accollata da un serpente di argento tutto su argento (citato in LEOM) |
|        | Borrati (Ivrea) D'argento, alla pianticella di borragine, fiorita di tre pezzi, d'azzurro (citato in (17)) |
|        | Borreani (Melazzo) Di […], alla borea di […], con il campo carico di quattro stelle di […] (citato in (17)) |
|        | Borrelli(Cosenza) Di rosso e di verde alla sbarra d'oro attraversante (citato in DAlena e in BLCL) |
|        | Borrelli (Napoletano) di rosso, alla banda d'argento caricata da tre corni da caccia di rosso (citato in (20)) |
|        | Borrello (Benevento, Molise) di rosso, alla banda d'argento caricata di tre corni da caccia del campo (citato in GUCA – pag. 179 e in DAlena) |
|        | Borrello (Sicilia) Titolo: conte di Lesina d'azzurro seminato di gigli d'oro e due chiavi dello stesso situate in palo, l'ingegno verso i fianchi dello scudo. Corona di conte (citato in (29)) Notizie storiche in Famiglie nobili di Sicilia. |
|        | Borri (Firenze) D'azzurro, alla fascia scaccata di tre file di rosso e d'argento, accostata da tre stelle a otto punte d'oro, 2.1, e accompagnata in punta dalla riviera (borro) al naturale, scorrente fra due rocce dello stesso (citato in (15)) (DE) Über 1 natürlichen Schildfuß mit 1 blauen Flußbett in Blau 1 silber-rot geschachter Balken, begleitet oben von 2, unten von 1 achtstrahligen goldenen Stern (citato in (21)) |
|        | Borriani o Boriani (Compiano) (la blasonatura non è stata ancora caricata) (citato in DAlena) |
|        | Borriglione (Sospello) Titolo: conti di Aspremont; consignori di Castelnuovo, Contes, Falicon, Peglione D'oro, alla banda di rosso, accostata da due filetti d'azzurro (citato in (17)) |
|        | Borrini (Firenze) troncato: nel 1º d'azzurro alla fenice di argento sulla sua immortalità, accompagnata in capo da tre stelle di otto raggi d'oro poste in fascia; nel 2º sbarrato di rosso e di oro di otto pezzi (citato in (4) – Vol. II pag. 143) |
|        | Borrini (Fiesole) Troncato: nel 1º d'azzurro, alla fenice d'argento sulla sua immortalit?? di rosso, sormontata da tre stelle a otto punte d'oro, ordinate in capo; nel 2º di rosso, a tre sbarre d'oro alias D'azzurro, alla fenice d'argento sulla sua immortalit?? di rosso, sormontata da tre stelle a otto punte d'oro, ordinate in capo; e alla campagna di rosso, a tre sbarre d'oro (citato in (15)) |
|        | Borrione (Casale ?) Di […], al drago coronato di […], sostenuto da un monte di tre cime di […], e sormontato da tre losanghe disposte in fascia e accollate, di […] (citato in (17)) |
|        | Borro (Sardegna) (la blasonatura non è ancora caricata) (citato in (12)) |
|        | Borromei (Firenze) Fasciato di sei pezzi di rosso e di verde, alla banda attraversante d'argento alias Fasciato di sei pezzi di rosso e di verde, alla sbarra attraversante d'argento alias Fasciato di sei pezzi di verde e di rosso, alla banda attraversante d'argento alias Fasciato di sei pezzi di verde e di rosso, alla sbarra attraversante d'argento (citato in (15)) |
|        | Borromei (Cosenza) Fasciato di rosso e di verde alla sbarra d'oro attraversante (citato in DAlena e in BLCL) |
|        | Borromei (Toscana) (DE) 5mal rot-blau geteilt und überdeckt von 1 silbernen Schrägbalken (citato in (21)) |
|        | Borromei (Toscana) (DE) In Rot 3 grüne Balken, überdeckt von 1 silbernen Schrägbalken (citato in (21)) |
|        | Borromei (Toscana) (DE) 5mal gold-rot geteilt und überdeckt von 1 silbernen Schrägbalken (citato in (21)) |
|        | Borromeo Titolo: marchesi di Romagnano (1561); conti di Arona; signori di Borgoticino, Bra, Cannero, Cannobio, Cherasco, Intra, Omegna, Ossola Inferiore e Superiore, Pallanza, Val Vigezzo, Vergante Fasciato di rosso e di verde, cucito, con la banda d'argento (citato in (17)) |
|        | Borromeo (Milano) Fasciato di verde e di rosso, cucito, con la sbarra d'argento (Immagine nella Raccolta stemmi Trippini (JPG).) |
|        | Borromeo (Milano) inquartato, con sul tutto, fiancheggiato, serrato con il capo e con la campagna; al primo di rosso, alla corona d'oro, all'antica, posta in sbarra; al secondo di argento a due trecce, al naturale, decussate, legate di rosso, poste in sbarra; al terzo di azzurro a tre anelli d'oro, gemmati di rosso, intrecciati e male ordinati; al quarto di rosso al morso di cavallo all'antica, di argento, posto in banda; al fianco destro di rosso, sparso di fiammelle d'oro, al liocorno d'argento, ritto, accollato di una corona d'oro all'antica, la corona legata, di dietro, con una sciarpa d'argento svolazzante, con un medaglione ovale d'argento, raggiante d'oro, caricato di un biscione di azzurro, ingoiante un puttino di carnagione; il medaglione uscente dall'angolo destro del capo; al fianco sinistro, di rosso al cammello accosciato in una cesta, il tutto d'oro, sostenente con la gobba una corona all'antica, pure d'oro, con un pennacchio di cinque penne di struzzo, alternate di argento e di azzurro uscente dalla corona; il capo di argento carico della parola HUMILITAS in gotico e di nero, sormontata da una corona d'oro, antica, cimata da cinque fioroni, alternati di palle, il tutto d'oro; la campagna di argento carica di un frutto di cedro di oro, gambuto e fogliato di verde, posto in fascia; il sul tutto: partito: a destra: bandato innestato di azzurro, di argento e di verde; a sinistra: fasciato di rosso e di verde, cucito, con la banda di argento Cimiero: il cammello accosciato nella cesta e la biscia alata in palo Ornamenti: il manto Motto: Humilitas nemini (citato in (4) – Vol. II pag. 144, in DAlena e in (17)) |
|        | Borromeo (Milano) (la blasonatura non è stata ancora caricata) (citato in CASN) Immagine in http://opac.casanatense.it/GEIDEFile/D89.JPG?Archive=129442494762&File=csst0073_jpg |
|        | Borromeo Arese (Milano) inquartato, con sul tutto, fiancheggiato, serrato con il capo e con la campagna; al primo di rosso, alla corona d'oro, all'antica, posta in sbarra; al secondo di argento a due trecce, al naturale, decussate, legate di rosso, poste in sbarra; al terzo di azzurro a tre anelli d'oro, gemmati di rosso, intrecciati e male ordinati; al quarto di rosso al morso di cavallo all'antica, di argento, posto in banda; al fianco destro di rosso, sparso di fiammelle d'oro, al liocorno d'argento, ritto, accollato di una corona d'oro all'antica, la corona legata, di dietro, con una sciarpa d'argento svolazzante, con un medaglione ovale d'argento, raggiante d'oro, caricato di un biscione di azzurro, ingoiante un puttino di carnagione; il medaglione uscente dall'angolo destro del capo; al fianco sinistro, partito: al 1º di rosso al cammello accosciato in una cesta, il tutto d'oro, sostenente con la gobba una corona all'antica, pure d'oro, con un pennacchio di cinque penne di struzzo, alternate di argento e di azzurro uscente dalla corona; al 2º troncato di oro all'aquila coronata di nero; d'argento al volo di nero, abbassato; il capo di argento carico della parola HUMILITAS in gotico e di nero, sormontata da una corona d'oro, antica, cimata da cinque fioroni, alternati di palle, il tutto d'oro; la campagna di argento carica di un frutto di cedro di oro, gambuto e fogliato di verde, posto in fascia; il sul tutto: partito: a destra: bandato innestato di azzurro, di argento e di verde; a sinistra: fasciato di rosso e di verde, cucito, con la banda di argento Cimiero: il cammello accosciato nella cesta e la biscia alata in palo Ornamenti: il manto Motto: Humilitas nemini (citato in (4) – Vol. II pag. 144 e in (17)) |
|        | Borromeo D'Adda (Milano) inquartato, con sul tutto, fiancheggiato, serrato con il capo e con la campagna; al primo di rosso, alla corona d'oro, all'antica, posta in sbarra; al secondo di argento a due trecce, al naturale, decussate, legate di rosso, poste in sbarra; al terzo di azzurro a tre anelli d'oro, gemmati di rosso, intrecciati e male ordinati; al quarto di rosso al morso di cavallo all'antica, di argento, posto in banda; al fianco destro di rosso, sparso di fiammelle d'oro, al liocorno d'argento, ritto, accollato di una corona d'oro all'antica, la corona legata, di dietro, con una sciarpa d'argento svolazzante, con un medaglione ovale d'argento, raggiante d'oro, caricato di un biscione di azzurro, ingoiante un puttino di carnagione; il medaglione uscente dall'angolo destro del capo; al fianco sinistro, partito: al 1º di rosso al cammello accosciato in una cesta, il tutto d'oro, sostenente con la gobba una corona all'antica, pure d'oro, con un pennacchio di cinque penne di struzzo, alternate di argento e di azzurro uscente dalla corona; al 2º controinnestato di nero e d'argento, col capo d'oro caricato di un'aquila di nero coronata; il capo di argento carico della parola HUMILITAS in gotico e di nero, sormontata da una corona d'oro, antica, cimata da cinque fioroni, alternati di palle, il tutto d'oro; la campagna di argento carica di un frutto di cedro di oro, gambuto e fogliato di verde, posto in fascia; il sul tutto: partito: a destra: bandato innestato di azzurro, di argento e di verde; a sinistra: fasciato di rosso e di verde, cucito, con la banda di argento Cimieri: lo scudo sarà, per i maschi, fregiato di ornamenti comitali di famiglia marchionale, col cercine e gli svolazzi di argento, di azzurro e di verde, e con i cimieri di due elmi all'antica a becco di passero, affrontati, sostenenti; quello a destra una colonna di argento alla base e capitello d'oro uscente da un cesto, pure d'oro e accollata da un serpe di verde, mostruoso, con testa d'uomo, alato di verde, posto sul capitello; l'altro cimiero col cammello del fianco sinistro; e per le femmine degli ornamenti speciali femminili e nobiliari Ornamenti: il manto (citato in (4) – Vol. II pag. 144) |
|        | Borruto (Reggio Calabria, Gerace, Marina di Locri) torre di oro su azzurro - 2 leoni controrampanti ad essa di oro su azzurro - 3 stelle (8 raggi) di oro poste in fascia in alto su azzurro (citato in LEOM) |

### Bors
| Stemma | Casato e blasonatura |
| ------ | --- |
|        | Borsarelli (Torino) Titoli: Marchese di Montiglio, Barone di Rifreddo d'azzurro, alla borsa d'oro, posta nel punto d'onore, accostata da due torri d'argento; col capo dell'impero (citato in (4) – Vol. II pag. 146) D'azzurro, alla borsa d'oro, posta nel punto d'onore, accostata da due torri d'argento, con il capo d'oro, carico di un'aquila coronata, di nero (citato in (17)) alias D'azzurro alla borsa d'oro, con il capo del secondo carico di un'aquila coronata, di nero (citato in (17)) Motto: Pro iustitia |
|        | Borsari (Modena, Finale) troncato: nel 1º d'argento, all'aquila bicipite, di nero, coronata e rostrata d'oro; nel 2º di azzurro alla borsa, di rosso, cucita, posta in banda, ricolma e rovesciante monete d'oro, con un avambraccio, vestito di verde, colla mano in atto di afferrare le monete (citato in (4) – Vol. II pag. 147) |
|        | Borsato (Chieri) D'azzurro, al crescente d'argento, accompagnato da tre stelle (8) d'oro Motto: Sola virtute distinguimur (citato in (17)) |
|        | Borselli (Ferrara) d'argento, ad una borsa d'oro accompagnata in capo da una stella di otto raggi dello stesso Motto: Hac stella duce (citato in GUCA – pag. 522 e in DAlena) |
|        | Borselli(Sarteano) (la blasonatura non è stata ancora caricata) (citato in BNDD) Immagine ne L'araldica sarteanese nei secoli. |
|        | Borsi di rosso a tre borse d'oro (citato in (4) – Vol. II pag. 147) |
|        | Borsi (Firenze) D'azzurro, al leone d'oro e alla banda attraversante di rosso caricata di tre borse d'argento, legate dello stesso, poste nel senso della pezza (citato in (15)) (DE) In Blau 1 goldener Löwe, überdeckt von 1 roten Schrägbalken, dieser der Figur nach belegt mit 3 gestürzten silbernen Fischen (citato in (21)) |
|        | Borso (Asolo) D'argento alla banda scalinata di rosso (citato in DAlena) |

### Bort
| Stemma | Casato e blasonatura |
| ------ | --- |
|        | Bortolamasi (Modena, Ferrara) (la blasonatura non è stata ancora caricata) (citato in UNFE) Immagine nella Biblioteca Estense Universitaria (id. 658), su bibliotecaestense.beniculturali.it. URL consultato il 10 dicembre 2020 (archiviato dall'url originale il 4 marzo 2016). |
|        | Bortolazzi (Dolo, Venezia, Padova) Titolo: Nobile d'argento ad otto caprioli d'azzurro moventi due dal capo, due dalla punta, due dal fianco destro e due dal fianco sinistro. (citato in (4) – Vol. II p. 148 e in DAlena)                                                       |
|        | Bortolazzi (Finale Emilia) torre di argento affiancata da 2 gigli di oro su azzurro (citato in LEOM) |
|        | Bortolazzi (Finale Emilia) agnello passante al naturale testa in maestà su azzurro (citato in LEOM) |
|        | Bortolazzi (Finale Emilia) grifo rampante di oro accollato da 3 corone dello stesso su rosso - 2 stelle (5 raggi) di oro su rosso - capo d'Angiò (citato in LEOM) |

### Borz
| Stemma | Casato e blasonatura |
| ------ | --- |
|        | Borzellino o Borsellino (Cattolica, Girgenti) (la blasonatura non è riportata) (citato in (4) – Vol. II pag. 148)              |
|        | Borzighelli (Toscana) (DE) Geteilt: Oben in Silber 1 blauer Sparren, unten in Silber 3 rote Schräglinksbalken (citato in (21)) |

### Bosc
| Stemma | Casato e blasonatura |
| ------ | --- |
|        | Boscagli (Firenze) Di…, all'albero sradicato di… (citato in (15)) |
|        | Boscaini (Pisa) d'azzurro al monte roccioso fondato sulla pianura erbosa al naturale, al cane bracco passante d'argento, collarinato di rosso, colla testa pendente e la coda alzata, sormontato in capo da un lambello di rosso di tre pezzi (citato in (4) – Vol. II pag. 148) D'azzurro, alla montagna al naturale movente dalla campagna dello stesso, attraversata da un cane passante d'argento, collarinato di rosso; il tutto sormontato da un lambello a tre pendenti pure di rosso (citato in (15)) |
|        | Boscarelli (Bisignano, Torino) leone passante di oro su 3 alberi di pino di verde il centrale più alto su terrazzo dello stesso su azzurro (citato in LEOM) |
|        | Boscari (Sicilia) d'azzurro, alla bordatura d'oro e d'azzurro, con un bosco al naturale, piantato sulla campagna al naturale e sormontato da una stella d'oro (citato in Mango) |
|        | Boscello (Sicilia) Titolo: barone di Serravalle d'azzurro con una torre d'oro, cimata da tré spighe dello stesso e la campagna cucita di nero (citato in (29)) Notizie storiche in Famiglie nobili di Sicilia. |
|        | Bosch o Del Vosch o Vosch (Messina) spaccato di rosso e di oro, al tronco diramato e sradicato dell'uno nell'altro (citato in (4) – Vol. II pag. 149 e in Mango) |
|        | Boschetti inquartato: nel 1º e 4º d'oro, all'aquila bicipite di nero, coronata dello stesso; nel 2º e 3º fasciato d'argento e di rosso, col capo d'azzurro; sul tutto, di rosso, cimato di un breve motto in calligrafia tedesca, Nichts mehr, alla graticola di nero, bucata di argento. Lo scudo accollato a due trivelle al naturale, manicate d'oro, passate in croce di S. Andrea Motto:Donat omnia virtus (citato in (4) – Vol. II pag. 149)                                                            |
|        | Boschetti (Bologna) inquartato: nel 1º e 4º d'oro, all'aquila bicipite di nero, coronata dello stesso; nel 2º e 3º fasciato d'argento e di rosso, col capo d'azzurro; sul tutto di rosso, alla graticola di nero (citato in (11) – pag. 209) |
|        | Boschetti (Torino) Interzato in fascia, al 1° d'oro, all'aquila coronata, di nero, al 2° fasciato d'azzurro e d'oro, al 3° d'argento, a tre cipressi di verde Motto: Donat omnia virtus (citato in (17)) |
|        | Boschetti (Cesena) (la blasonatura non è stata ancora caricata) (citato in BLCW) Immagine in Blasone Cesenate. |
|        | Boschi (Milano, Firenze) d'argento, a 3 cipressi di verde terrazzati del medesimo, col capo centrato di azzurro caricato di 3 gigli d'oro sostenuto da una divisa centrata del medesimo (citato in GUCA – pag. 540 e in DAlena) |
|        | Boschi (Bologna) d'azzurro a tre pini al naturale terrazzati di verde, col capo d'oro all'aquila di nero (citato in (4) – Vol. II pag. 150) |
|        | Boschi d'argento a tre cipressi di verde nudriti sopra una terrazza dello stesso, al capo d'azzurro caricato di tre gigli d'oro ordinati in fascia (citato in (4) – Vol. III pag. 613) |
|        | Boschi (Tivoli) 3 cipressi (alberi) su terrazzo al naturale su oro - capo di Francia (citato in LEOM) |
|        | Boschi (Firenze) Di…, al fiore di…, stelato e fogliato di… (citato in (15)) |
|        | Boschi (Pistoia, Firenze) D'argento, all'albero sradicato di verde, e al capo d'argento (o d'azzurro) caricato di tre stelle a otto punte d'oro, 1.2 (citato in (15)) |
|        | Boschi (Torino) D'azzurro, alla fascia d'oro, convessa, accompagnata in capo da una stella, dello stesso, in punta da un bosco nutrito sulla pianura erbosa, il tutto al naturale Motto: Foelici sidere coelum (citato in (17)) |
|        | Boschi (Toscana) (DE) In Silber 1 schreitender goldener Vogel, belegt mit 1 silbernen Brustschild, dieses belegt mit 1 roten Kreuz (citato in (21)) |
|        | Boschi(Cesena) (la blasonatura non è stata ancora caricata) (citato in BLCW) Immagine in Blasone Cesenate. |
|        | Boschini (Roma) inquartato: nel 1º e 4º d'oro all'aquila bicipite di nero coronata all'imperiale del campo; nel 2º e 3º d'azzurro al leone d'oro addestrato da un boschetto di verde uscente dal fianco destro del quarto, il leone sormontato da 3 stelle d'otto raggi d'oro ordinate in fascia (nel 3º punto le figure rivoltate). Su ltutto d'argento a tre sbarre di rosso Cimiero: un'aquila al naturale sorante, nascente, rivoltata (citato in (4) – Vol. II pag. 151)                                 |
|        | Boschis (Torino, Sanremo) Titolo: Nobile d'azzurro, a 5 pioppi d'oro, sradicati, 3, 2; col capo del campo sostenuto d'oro e carico di una stella del medesimo Motto: Felice sidere coelum (citato in (4) – Vol. II pag. 151 e in (17)) |
|        | Boschis Scotto (Torino) Titolo: nobili Inquartato, al 1° e 4° d'azzurro, alla fascia, convessa, accompagnata in capo da una stella, in punta da cinque alberi di pino (nutriti sulla pianura erbosa), il tutto d'oro, al 2° e 3° d'azzurro, alla banda d'argento, accompagnata da due stelle, d'oro (citato in (17)) |
|        | Bosco (Torino) Titolo: Conte di Ruffino semipartito e troncato: al 1º di rosso al leone d'argento, rivoltato; al 2º d'argento, all'albero nodrito sulla pianura erbosa, al naturale; al 3º tagliato d'argento e di rosso (citato in (4) – Vol. II pag. 151 e in (17)) alias Semipartito e troncato, al 1° d'argento, all'albero nutrito sulla pianura erbosa, al naturale, al 2° di rosso, al leone d'argento rivoltato, al 3° trinciato d'argento e di rosso (citato in (17))                                |
|        | Bosco (Vernia) Troncato d'azzurro e di rosso, all'albero di […], decussato, con il capo (d'oro, all'aquila di nero?) (citato in (17)) |
|        | Bosco (Sicilia) Titolo: barone di Prizzi, San Nicolò, Favignana, Santo Stefano, Pellizzara, Buffara; conte di Vicari; marchese dell'Alimena; duca di Misilmeri; principe della Cattolica, Belvedere diviso d'oro e di rosso con un tronco d'albero dell'uno nell'altro. Corona di principe (citato in (29)) Notizie storiche in Famiglie nobili di Sicilia. |
|        | Bosco(Cesena) (la blasonatura non è stata ancora caricata) (citato in BLCW) Immagine in Blasone Cesenate. |
|        | Boscogrande (Palermo) di rosso, all'albero sradicato, accostato da un leone, e sormontato da una stella, il tutto d'oro (citato in (4) – Vol. II pag. 152) |
|        | Boscoli (Firenze) Troncato di rosso e d'argento, a tre rose del primo nel secondo, 2.1 (citato in (15)) (DE) Rot-silber geteilt, unten 3 rote Rosen balkenweise (citato in (21)) alias D'argento, a tre rose di rosso, 2.1; e al capo di rosso (citato in (15)) |
|        | Boscoli (Siena) Di…, a tre cipressi sradicati di…, ordinati l'uno di fianco all'altro (citato in (15)) |
|        | Boscoli (Toscana) (DE) Unter 1 roten Schildhaupt in Gold 3 erniedrigte 2:1 gestellte natürliche rote Rosen (citato in (21)) |
|        | Boscoli (Toscana) (DE) Unter 1 goldenen Schildhaupt in Gold 3 rote Rosen, 2:1 gestellt (citato in (21)) |
|        | Boscoli (Toscana) (DE) Geteilt: Unten 3 achtstrahlige Sterne 2:1 gestellt (citato in (21)) |
|        | Boscolo (Chioggia) (la blasonatura non è stata ancora caricata) (citato in Araldica gentilizia (archiviato dall'url originale il 19 marzo 2005).) |

### Bosd
| Stemma | Casato e blasonatura |
| ------ | --- |
|        | Bosdar (Ancona) Titolo: Patrizi di Ancona (la blasonatura non è stata ancora caricata) (citato in DAlena) |
|        | Bosdari (Ragusa/Dubrovnik) troncato: nel 1º d'azzurro, alla stella (8) d'oro a destra, e un crescente rivolto d'argento, a sinistra; nel 2º d'argento, al delfino di colore bluastro, ondeggiante in palo, con la testa in basso (citato in (8)) (FR) Coupé: au 1, d'azur, à une étoile (8) d'or à dextre, et un croissant tourné d'argent, à senestre; au 2, d'argent, à un dauphin de couleur bleuâtre, ondoyant en pal, la tête en bas. Casque couronné. (citato in (9)) |

### Bose
| Stemma | Casato e blasonatura |
| ------ | --- |
|        | Bosel (Aosta) Titolo: consignori di La Salle D'azzurro, al toro d'oro (citato in (17)) |
|        | Boselli (Bologna) di verde al bue galoppante, cavalcato da un guerriero armato, il tutto al naturale; col capo di oro all'aquila coronata di nero (citato in (4) – Vol. II pag. 153) |
|        | Boselli (Parma) troncato: 1º d'azzurro al volo spiegato d'argento; 2º d'azzurro al bue passante, accompagnato da quattro stelle, 3 in capo, disposte in fascia, e una in punta; il tutto di argento, con la fascia d'oro attraversante sulla partizione (citato in (4) – Vol. II pag. 153)                                                                                               |
|        | Boselli (Parma) di rosso al bue rampante d'oro (citato in (4) – Vol. II pag. 154) |
|        | Boselli (Parma) bue passante di oro su rosso (citato in LEOM) |
|        | Boselli (Piacenza, Pinerolo, Modena, Roma) inquartato: 1º di rosso al bue passante d'oro, sormontato da una stella d'argento di sei raggi; 2º d'oro all'aquila bicipite spiegata di nero, coronata dello stesso; 3º d'oro al giglio bianco; 4º d'azzurro al capriolo d'oro accompagnato da 3 stelle d'argento di 6 raggi, due in capo, e una in punta (citato in (4) – Vol. II pag. 154) |
|        | Boselli (Val Brembana) Di verde, al bue furioso d'oro, sul quale è un cavaliere armato di tutto punto, al naturale, con pennacchio e sciarpa di rosso, tenente colla sinistra un corno del bue, e colla destra una spada al naturale. Con il motto: "A furore rusticorum libera nos Domine" (citato in Stemmi della Val Brembana (archiviato dall'url originale il 6 gennaio 2013).)     |
|        | Boselli (Bergamo) Di verde, al bue galoppante d'oro, sul quale è un cavaliere armato di tutto punto, al naturale, con pennacchio e sciarpa di rosso, tenente colla sinistra una spada ricurva al naturale (Immagine nella Raccolta stemmi Trippini (JPG).) Motto: A. F. R. L. N. D. |

### Bosi
| Stemma | Casato e blasonatura |
| ------ | --- |
|        | Bosi (Firenze) Di rosso, all'albero sradicato al naturale, sostenuto da due buoi controrampanti dello stesso<br/> (citato in (15) |
|        | Bosi (Cesena) (la blasonatura non è stata ancora caricata) (citato in BLCW) Immagine in Blasone Cesenate. |
|        | Bosiis de Acciate (la blasonatura non è stata ancora caricata) (citato in DAlena) |
|        | Bosinco e Businco (Nulvi) d'oro a tre bande di nero (citato in (4) – Vol. II pag. 155) |
|        | Bosio (Torino) Di verde, al leone d'argento, reciso, armato d'azzurro, linguato di rosso, sormontato da una stella d'oro Motto: Parta labore (citato in (17)) |
|        | Bosio (Chivasso) D'argento, al bue di rosso, con il capo del secondo, carico di una chiave del primo, posta in banda alias D'argento, al bue di rosso, con il capo del secondo, carico di una chiave del primo, posta in banda, accompagnata da due stelle d'oro Motto: Flamma coruscat (citato in (17))                                                           |
|        | Bosio (Verona) Titolo: Nobile del S. R. I. e di Klarenbrunn d'azzurro al leone d'argento, linguato e caudato dello stesso, accompagnato da 6 stelle d'oro, una in capo una in punta e due da ogni lato, alla fascia di rosso, cucita, attraversante il leone Cimiero: una zampa di leone di argento, tenente una palma di verde (citato in (4) – Vol. II pag. 156) |
|        | Bosi de’Villalba (Madrid) stemma rappresentante il casato nobiliare dei Bosi, stemma centrale azzurro con tre stelle e un solo, contornato da risvolti celesti e d'oro, culminanti in un elmo d'armatura con corona d'oro, in basso è anche presente il nome del casato                                                                                            |

### Boso
| Stemma | Casato e blasonatura |
| ------ | --- |
|        | Bosomo (Sicilia) d'azzurro con albero di pino d'oro, abbrancato da un leone coronato dello stesso (citato in (29)) Notizie storiche in Famiglie nobili di Sicilia. |

### Boss
| Stemma | Casato e blasonatura |
| ------ | --- |
|        | Bosses Titolo: Signori di Bosses in Val d'Aosta D'argento, al capo cuneato di cinque pezzi di rosso (citato in Franchi-Verney, p. 30) |
|        | Bossi (Ginevra (Svizzera), Milano, Como) Titolo: signori di Odalengo Grande; consignori di Bulgaro e Villata, Ottiglio, San Sebastiano, Villadeati di rosso, al bue di argento, passante (citato in (4) – Vol. II, p. 156 e p. 157) Di rosso, al bue d'argento (citato in (17)) |
|        | Bossi Titolo: conti di Sant'Agata Fossili D'argento, al bue passante di rosso; al capo di rosso, caricato di una chiave d'argento, posta in banda, accostata da due stelle di sei raggi d'oro, poste in sbarra Motto: Fortis cupio pacem (citato in (4) – Vol. II pag. 158 e in (17)) |
|        | Bossi (Luca) Di rosso, al bue d'argento, fermo sul terreno al naturale (citato in (15)) |
|        | Bossi (Milano) di rosso, al bove fermo d'oro (Immagine nella Raccolta stemmi Trippini (JPG).) |
|        | Bossi (Fossombrone) arbusto di bosso sradicato al naturale su azzurro - banda di oro attraversante sul tutto (citato in LEOM) |
|        | Bossi Visconti (Milano) partito di Bossi, che è di rosso, al bue di argento, passante e di Visconti che è di argento al biscione di azzurro, coronato d'oro ingoiante un putto di carnagione (citato in (4) – Vol. II pag. 157) |
|        | Bossi Fedrigotti di Belmonte (Bronzolo (Trento)) Titolo: Barone di rosso al toro coronato di oro, furioso Cimieri: 1. l'aquila di rosso armata e rostrata d'oro; 2. il toro dello scudo nascente e posto in maestà; 3. la fenice d'argento linguata di rosso sul rogo (citato in (4) – Vol. II pag. 157) |
|        | Bossi Fedrigotti di Ochsenfeld (Rovereto, Sacco (Trento)) Titolo: Conte del S. R. I. inquartato: al 1º d'argento alla fenice nella sua immortalità; al 2º d'azzurro alla lira d'oro; al 3º d'azzurro al caduceo d'oro; al 4º di verde al pioppo fogliato davanti al quale passa un bue, il tutto la naturale. Sul tutto di verde al corno da caccia legato con catenella, il tutto d'oro Cimieri: 1. l'aquila di nero, linguata di rosso, con le ali aperte; 2. il corno da caccia dello scudetto; 3. il caduceo; 4. la lira del secondo punto Sostegni: due leoni d'oro con la testa rivoltata all'infuori Motto: Virtute et prudentia (citato in (4) – Vol. II pag. 157) |
|        | Bossi Pucci (Firenze) braccio destro ristretto vestito e guantato di azzurro afferrante ramo di olivo e ramo di quercia al naturale su argento - testa di cane di oro su quartier franco in alto a sinistra di viola (citato in LEOM) |
|        | Bossi Pucci (Firenze) Titolo: conti; nobili; predicato di Sant'Agata e Giusulana inquartato: al 1º e 4º d'argento al bue passante di rosso, al capo di rosso caricato di una chiave d'argento posta in banda, accostata da due stelle di sei raggi d'oro poste in sbarra (Bossi); al 2º e 3º d'argento alla testa di moro cinta di una banda del campo caricata di tre martelli di nero (Pucci) Cimiero: un braccio alzato guantato di azzurro impugnante un ramo d'olivo e uno di quercia al naturale Motto: Fortis cupio pacem (citato in (4) – Vol. II pag. 158 e in (17))                                                                                              |
|        | Bossoli (Firenze) Di rosso, alla coppa d'oro accompagnata da sei stelle a sei punte dello stesso, ordinate in cinta alias D'azzurro, alla coppa d'oro accompagnata da quattro stelle a otto punte dello stesso, una accostata a sinistra della coppa, tre ordinate in capo (citato in (15)) |

### Bost
| Stemma | Casato e blasonatura |
| ------ | --- |
|        | Bosti (Siena) Di…, alla banda doppiomerlata di… alias Fasciato di sei pezzi d'argento e d'azzurro, alla banda doppiomerlata attraversante di… (citato in (15)) |
|        | Bostichi (Firenze) Di rosso, a tre spade (o pugnali) d'oro, poste in banda basse e ordinate l'una sull'altra; con il capo d'oro (citato in (15))               |
|        | Bostichi (Toscana) (DE) Unter 1 goldenen Schildhaupt in Rot 3 schräggelegte gestürzte silberne Schwerter schräglinksbalkenweise (citato in (21))               |

### Bosu
| Stemma | Casato e blasonatura |
| ------ | --- |
|        | Bosurgi (Reggio Calabria) Titolo: nobili troncato: di azzurro e di rosso, con la fascia d'argento attraversante sulla partizione, accompagnata nel capo da tre conchiglie d'argento, e nella punta da un bue d'oro inginocchiato nell'atto di sollevarsi (citato in (4) – Vol. II pag. 158 e in (18)) |
|        | Bosurgi (Reggio Calabria) fascia di argento su troncato di azzurro e di rosso - 3 conchiglie di argento su azzurro poste in fascia - globo terracqueo al naturale su rosso cimato da bue di oro inginocchiato (citato in LEOM)                                                                        |

### Bot
| Stemma | Casato e blasonatura |
| ------ | --- |
|        | Botallo o Bottallo (Asti) Trinciato d'argento e di rosso, alla botte d'oro, con il capo di nero Motto: A tempo (citato in (17)) |
|        | Botonti (Viterbo) (la blasonatura non è stata ancora caricata) |
|        | Botonti (Viterbo) (la blasonatura non è stata ancora caricata) (immagine dello Stemmario reale di Baviera.) |
|        | Botta (Savigliano) Titolo: conti palatini Palato d'argento e di nero, i due pali centrali caricati, ciascuno, di un pesce ghiozzo, dell'uno nell'altro, con il capo d'argento, carico di un'aquila coronata, di nero alias Palato d'argento e di nero, i due pali centrali caricati, ciascuno, di un pesce ghiozzo, disposto in palo, dell'uno nell'altro (citato in (17)) |
|        | Botta (Bra) Palato di nero e d'argento e di nero, con il capo d'oro, carico di un'aquila coronata, di nero Motto: Audaces fortuna iuvat (citato in (17)) |
|        | Botta (Canavese) Titolo: nobili D'azzurro, a tre pesci botta, d'argento, posti in fascia, 2, 1 Motto: Fortis in bello (citato in (17)) |
|        | Botta (Mondovì ?) D'oro, a tre bande d'azzurro, con il capo del secondo, carico di una stella, affiancata da due gigli, il tutto d'oro (citato in (17)) |
|        | Botta (Cremona, Pavia) inquartato: nel 1º e 4º d'argento, a tre stelle di otto raggi di rosso; nel 2º e 3º di rosso, alla fascia d'argento caricata della scritta MIT ZEIT in lettere maiuscole di nero, accompagnata in capo da tre stelle d'oro ordinate in fascia (Immagine nella Raccolta stemmi Trippini (JPG).) alias inquartato: nel 1º e 4º d'argento, a tre stelle di sei raggi di rosso; nel 2º e 3º di rosso, alla fascia d'argento caricata della scritta MIT ZEIT in lettere maiuscole di nero, accompagnata in capo da tre stelle d'oro ordinate in fascia (Immagine nella Raccolta stemmi Trippini (JPG).) |
|        | Botta(Cremona) Titolo: marchesi di Calcabò Inquartato; nel primo e nel quarto d'argento a tre stelle di rosso, 2 e 1; nel secondo e terzo di rosso alla fascia in divisa d'argento caricata del motto MIT-ZEIT e sostenente tre piante di semprevivo di verde (citato in BLCR) Immagine in Blasonario Cremonese (archiviato dall'url originale il 7 aprile 2014). alias d'azzurro, alla banda scaccata di tre file d'argento e di rosso, accompagnata da tre stelle di otto raggi d'oro, con il capo d'oro, all'aquila di nero, coronata del campo (citato in BLCR) Immagine in Blasonario Cremonese (archiviato dall'url originale il 7 aprile 2014). |
|        | Botta Adorno (Pavia, Milano) Titoli: Principi del Sacro Romano Impero, marchesi del Sacro romano Impero, marchesi di Pallavicino, Borgo, Bussala, Borgo Fornari, Pietra e Conti di Silvano D'Orba Superiore ed Inferiore e Castelletto d'Orba, Conti Palatini del Sacro Romano Impero, Baroni di Caprarica di Lecce, Patrizi Genovesi, Patrizi Pavesi e Patrizi Milanesi. partito di Botta: che è inquartato al 1° e 4° d'argento a tre stelle (6) di rosso; al 2° e 3° di rosso alla fascia d'argento; e di Adorno: che è d'oro alla banda scaccata di tre file di nero e di argento col capo d'oro, cucito, caricato con un'aquila bicipite di nero, coronata del campo. Corona: di principe del S.R.I, di marchese su altri rami della famiglia.                          |
|        | Botta Adorno (Pavia) Titolo: conti di Castelletto d'Orba, Silvano d'Orba; signori di Cantalupo, Sale Partito, al I, inquartato, al 1° e 4° d'argento, a tre stelle (6) di rosso; al 2° e 3° di rosso, alla fascia d'argento, scritta del Motto MIT ZEIT, con tre ramoscelli d'olivo, di verde, moventi dalla fascia, in capo (Botta); al II d'oro, alla banda scaccata di nero e d'argento, con il capo d'oro, cucito, caricato di un'aquila bicipite di nero, coronata del campo (Adorno) alias Partito, al 1° d'argento, alla fascia dello stesso, scritta del Motto MIT ZEIT, con tre ramoscelli d'olivo, di verde, moventi dalla fascia, sormontata da tre stelle (6) di rosso, 2, 1, al 2° d'oro, alla banda scaccata di tre file, di nero e d'argento (citato in (17)) |
|        | Bottacci (Pisa) Di…, a due fasce ondate di…; con il capo di…, caricato di tre aquilotti di… (citato in (15)) |
|        | Bottagisi (Val Brembana) D'azzurro, ad una botte d'oro, cerchiata di rosso e cimata da una croce patente dello stesso (citato in Stemmi della Val Brembana (archiviato dall'url originale il 6 gennaio 2013).) |
|        | Bottaini (Sovere (Bergamo)) bandato d'oro e di bande composte d'azzurro e d'argento, col capo d'oro, carico di un'aquila di nero Cimiero: l'aquila del campo (citato in (4) – Vol. II pag. 159) |
|        | Bottarelli (Siena) D'azzurro, alla testuggine montante d'oro alias D'azzurro, alla testuggine montante al naturale (citato in (15)) |
|        | Bottari (Pisa) D'azzurro, alla fascia di rosso, accompagnata da tre stelle a otto punte d'oro ordinate in capo, e in punta da un sinistrocherio di carnagione vestito d'argento e impugnante un martello al naturale, nell'atto di battere su un barile coricato dello stesso alias D'azzurro, alla fascia di rosso, accompagnata da tre stelle a sei punte d'oro ordinate in capo, e in punta da un sinistrocherio di carnagione vestito d'argento e impugnante un martello al naturale, nell'atto di battere su un barile coricato dello stesso (citato in (15)) |
|        | Bottari (Prato) Di…, alla botte coricata di…, sormontata da tre stelle a cinque punte di… ordinate in capo, e accompagnata da due mazze d'arme di…, poste in pila ai lati della botte e legate in punta da un nastro di… (citato in (15)) |
|        | Bottari (Chioggia) (la blasonatura non è stata ancora caricata) (citato in Araldica gentilizia (archiviato dall'url originale il 19 marzo 2005).) |
|        | Bottari (Sicilia) d'azzurro, alla fascia d'oro, sormontata da tre stelle del medesimo, ordinate in fascia nel capo (citato in Mango) d'azzurro con una fascia d'oro, accompagnata in capo da tre stelle dello stesso allineate in fascia (citato in (29)) Notizie storiche in Famiglie nobili di Sicilia. |
|        | Bottari o Bottaro (Ovada) D'azzurro, alla botte al naturale, sostenuta da due leoni affrontati di rosso, accompagnata nel capo da tre stelle di sei raggi d'oro, poste 1, 2 (citato in (33)) |
|        | Bottaro Costa (Roma) troncato: nel 1º d'azzurro alla botte sostenuta da 2 leoni affrontati, ciascuno armato di un mazzuolo in atto di battere la botte, il tutto la naturale accompagnato in capo da una cometa d'oro posta in palo; nel 2º d'argento alla sbarra di rosso (citato in (4) – Vol. II pag. 159) |
|        | Bottaro Costa (Roma) 2 leoni controrampanti al naturale alzanti un mazzuolo su azzurro - botte ritta al naturale su azzurro - cometa di oro in palo in alto su azzurro - 3 sbarre di rosso su argento (citato in LEOM) |
|        | Bottassio Bottazzi o De Bottazzi (Torino, Peveragno) Titolo: nobile d'argento, allop scaglione, accompagnato da 3 gigli, il tutto di azzurro (citato in (4) – Vol. II pag. 159 e in (25)) D'argento, allo scaglione, accompagnato da tre gigli, due in capo, uno in punta, il tutto d'azzurro (citato in (17)) |
|        | Bottassi o De Bottassi o De Bottazzi (Cuneo, Peveragno, Trinità) Titolo: nobile Troncato, di rosso, al castello d'argento, di tre torri, e d'azzurro, a tre sbarre d'oro (citato in (17) e in (25)) Cimiero: aquila sorante Motto: Volans non lacessitur |
|        | Bottazzi (Tortonese ?) D'azzurro, alla botticella d'oro, cerchiata e manicata di nero, con il capo d'oro, carico di un'aquila coronata, di nero (citato in (17)) |
|        | Bottega o De Apotheca (Mondovì) Palato d'oro e d'azzurro (citato in (17)) |
|        | Bottegari (Firenze) D'azzurro, al leone d'oro e alla banda diminuita attraversante d'argento alias Di verde, all'orso levato al naturale e alla banda diminuita attraversante di rosso (citato in (15)) |
|        | Bottel (Aosta) D'azzurro al leone d'argento, con la fascia di rosso, attraversante e carica di tre stivaletti d'argento, speronati alias D'azzurro al leone d'oro, con la fascia di nero, attraversante e carica di tre stivaletti d'argento, speronati alias D'azzurro al leone d'oro, con la fascia di rosso, attraversante e carica di tre stivaletti d'argento, speronati Motto: Potius mori quam foedari (citato in (17)) |
|        | Botteri (Parma) d'azzurro alla banda d'argento caricata di 4 palle superiormente e 5 inferiormente, d'oro Cimiero: leone al naturale aggrappato, con l coda ripiegata verso la schiena (citato in (4) – Vol. II pag. 159) |
|        | Botteri (Nizzardo) Titolo: consignore di Castelnuovo: nobile dei signori D'azzurro, a tre pali d'oro, con il capo d'oro, carico di un'aquila di nero (citato in (17)) (FR) d'azur à trois pals d'or au chef de l'empire (citato in (25)) alias Di rosso, a tre fasce d'argento, con il capo d'oro, carico di un'aquila di nero (citato in (17)) |
|        | Bottero e Bottero Previde (Mondovì) Titolo: conti di Castelrochero Inquartato, d'azzurro e scaccato d'oro e di rosso, con la banda d'argento, in divisa, attraversante (citato in (17)) inquartato: nel 1º e 4º d'azzurro, nel 2º e 3º scaccato d'oro e di rosso, colla banda in divisa d'argento attraversante sul tutto (citato in (25)) inquartato: nel 1º e 4º d'azzurro, nel 2º e 3º scaccato d'oro e di rosso, una cotissa d'argento attraversante sul tutto (citato in (25)) Cimiero: aquila di nero Motto: Et in arduis |
|        | Botti (Firenze) D'azzurro, al monte di sei cime d'oro, e alla banda attraversante di rosso caricata di tre stelle a otto punte d'oro (citato in (15)) (DE) In Blau 1 schwebender goldener Sechsberg, überdeckt von 1 roten Schrägbalken, dieser belegt mit 3 achtstrahligen goldenen Sternen (citato in (21)) |
|        | Botti (Firenze) Di…, a tre stelle a otto punte di…, 1.2, alternate a tre monti di tre cime di…, 2.1 (citato in (15)) |
|        | Botti (Firenze) Di…, alla banda di…, caricata di tre rospi di… (citato in (15)) |
|        | Botti (Bologna) Pesci (citato in DAlena) |
|        | Botticelli (Pisa) Troncato cuneato: nel 1?? di rosso, alla botte coricata d'oro; nel 2?? d'argento, a tre leoncelli di rosso, 2.1 (citato in (15)) |
|        | Botticini (Firenze) D'oro, a tre leoni leoparditi di nero, lampassati di rosso, ordinati l'uno sull'altro alias D'oro, a tre leopardi al naturale, lampassati di rosso, ordinati l'uno sull'altro (citato in (15)) |
|        | Bottigella (Voghera) Titolo: signori di Calvignano, Cameriano Di vaio antico rovesciato, su cinque file, l'onda centrale d'argento della prima fila carica di una piccola botte coricata, d'oro alias Inquartato, al 1° e 4° di rosso, alla botticella d'oro, cerchiata di nero, accompagnata in capo da una lista d'argento, svolazzante, con la scritta SANS LIGAMES; al 2° e 3° d'argento, a 13 monticelli d'azzurro, 3, 4, 3, 2, 1 (citato in (17)) |
|        | Bottigella (Pavia) (la blasonatura non è stata ancora caricata) (Immagine nella Raccolta stemmi Trippini (JPG).) |
|        | Bottiglia (Cavour) Titolo: conti di Savoulx D'argento, a tre zucche a fiasco, secche, ordinate in fascia, pendenti da un ramo fogliato di sette pezzi, tre sopra, quattro sotto, questi ultimi tramezzanti i frutti, esso ramo occupante, in fascio, lo scudo, attorcigliato superiormente in due nodi interi e due mezzi, il tutto al naturale, con il capo d'azzurro, carico di tre stelle d'oro, ordinate in fascia Motto: Semper florebit (citato in (17)) |
|        | Bottilia (Piemonte) d'argento, a tre zucche a fiaschetta al naturale, legate di rosso, l'una accanto all'altra; al capo d'azzurro con tre stelle d'oro in fascia (citato in GUCA – pag. 584 e in DAlena) |
|        | Bottingori (Pistoia) Bandato di sei pezzi d'argento e di rosso, alla fascia attraversante d'azzurro, caricata di una botte coricata d'oro (citato in (15)) |
|        | Bottini (Lucca, Pisa, Firenze) d'azzurro alla banda d'argento caricata di una stella di otto raggi di rosso Cimiero: alato, sormontato di una stella di otto raggi di rosso (citato in (4) – Vol. II pag. 160) D'azzurro, alla banda d'argento caricata di una stella a otto punte di rosso (citato in (15)) |
|        | Bottini o De Bottini (Mentone) Titolo: baroni di Sant'Agnese D'azzurro, alla botte d'oro cerchiata di rosso, accompagnata da tre ramoscelli di rosaio, fioriti di rosso e bottonati d'oro, gambati e fogliati di verde Motto: Nulla nos via tardat euntes (citato in (17)) |
|        | Bottini (Roma) stella (5 raggi) di oro su banda convessa di argento su azzurro (citato in LEOM) |
|        | Bottino (Tortona) D'azzurro, alla botticella d'oro, cerchiata di nero, accompagnata da quattro rose di rosso, (cucite), bottonate del secondo, tre disposte in fascia, in capo, una in punta (citato in (17)) |
|        | Botto (Milano, Roma) bandato di azzurro e d'argento, al capo d'oro caricato da un giglio di azzurroaccostato da due rose di rosso (citato in (4) – Vol. II pag. 161) |
|        | Botto (Torino) Titolo: conti di Rouvre D'argento a due leoni al naturale, affrontati, sostenuti dalla pianura di verde e sostenenti un mozzo di ruota [bout] d'oro, con il capo dell'impero (citato in (17)) |
|        | Botton o Bouton (Saorgio) Titolo: conti di San Giuseppe Interzato in palo, al 1° fasciato di rosso e d'oro di 8 pezzi; al 2° e 3° inquartato, al I e IV d'oro, all'aquila coronata, di nero, al II e III troncato d'argento e di rosso, con due filetti di nero sulla partizione alias Interzato in palo: al 1° fasciato di rosso e d'oro di 8 pezzi; al 2° interzato in fascia, d'oro all'aquila bicipite di nero, coronata dello stesso, d'argento e di rosso; al 3° interzato in fascia, d'argento, di rosso e d'oro all'aquila bicipite di nero, coronata dello stesso Motto: Unum cole Deum (citato in (17)) |
|        | Botton (Padova) leone rampante di azzurro caricato da 5 stelle (5 raggi) di argento su argento (citato in LEOM) |
|        | Bottone o Botton (Agliè) Titolo: conti di Castellamonte; consignori di Lessolo D'oro, al leone d'azzurro, accompagnato da cinque stelle d'argento, cucite, 2 in capo e 3 in punta, con il capo d'Angiò (citato in (17)) |
|        | Bottoni (Molfetta) d'argento, a 3 rose di rosso bottonate d'oro poste 2 e 1 (citato in ) |
|        | Bottrigari (Bologna) d'azzurro, alla botte coricata in fascia e cimata da una croce latina sostenuta da due leoni controrampanti, il tutto d'oro (citato in (11) – pag. 212) |

### Bou
| Stemma | Casato e blasonatura |
| ------ | --- |
|        | Bou Crespi de Valdaura (Madrid) albero su zolla al naturale cimato dalla figura della Beata Vergine su oro - bue di rosso attraversante il tronco su oro - bordura di oro caricata da 8 scudetti di rosso con mezzo giglio destro di argento unito ad una ala destra abbassata di oro (citato in LEOM) |
|        | Boudric (Savoia) D'azzurro fiancato in arco d'argento a tre gigli d'oro posti in palo (citato in DAlena) |
|        | Bourbon del Monte (Firenze, Perugia, Roma) d'azzurro, a tre gigli d'oro, due in capo e uno in punta, con la banda di rosso (citato in (4) - Vol. II pag. 162 e in (6) – pag. 46) (DE) In Blau 1 roter Schrägbalken, begleitet oben von 2 goldenen Lilien balkenweise, unten von 1 goldenen Lilie am rechten Schildrand (citato in (21)) Cimiero: un leone d'azzurro uscente, tenente nella branca destra anteriore un martello al naturale. Corona marchionale. L'arma ha diritto all'uso del manto cimato pure d'una corona marchionale Motto: 1º Tempore, ingenio et modo; 2º Virtus auget honorem |
|        | Bourbon del Monte (Marchesi di Sorbello) partito: nel 1º d'azzurro seminato di gigli d'oro alla banda abbassata di argento, caricata di tre martelli al naturale; nel 2º d'argento al leone d'azzurro linguato di rosso. Al rastrello di rosso di quattro pendenti posto in capo, attraversante sul tutto (citato in (4) – Vol. II pag. 165) |
|        | Bourbon del Monte (Arezzo, Cortona, Perugia, Firenze) D'azzurro, alla banda di rosso, accompagnata da tre gigli d'oro, 2.1 (citato in (15) e in DAlena) alias D'azzurro, a tre gigli d'oro, 2.1, e alla banda attraversante di rosso (citato in (15) e in DAlena) alias Partito: nel 1º d'azzurro, seminato di gigli d'oro, e alla banda attraversante d'argento caricata di tre martelli di nero; nel 2º d'argento, al leone d'azzurro lampassato di rosso; il tutto attraversato nel capo da un lambello a quattro pendenti di rosso (citato in (15) e in DAlena) alias Partito: nel 1º d'azzurro, alla banda doppiomerlata d'argento; nel 2º, come lo stemma del primo tipo (citato in (15) e in DAlena) |
|        | Bourbon di Petrella (Cortona) di rosso alla banda d'argento, al capo d'oro, caricato di un'aquila d'argento, coronata del campo. Corona marchionale (citato in (4) – Vol. II pag. 165) |
|        | Bourbon di Petrella (Cortona, Firenze) Troncato: nel 1º d'oro, all'aquila di nero coronata del campo; nel 2º di rosso, alla banda d'argento (citato in (15)) |
|        | Boursier o Borsier (Torino) Di rosso, seminato di croci d'oro, con la banda del secondo, carica di tre aquilotti, di nero alias Di rosso, seminato di croci d'oro, con la banda del secondo, carica di tre aquilotti, di nero, posti in sbarra Motto: Droict au poinct (citato in (17)) |
|        | Boutal o Bottallo (Pinerolo) Titolo: conti di Pinasca, Grandubbione e Inverso; consignori di Luserna D'azzurro, alla botte lunga, sormontata da tre stelle ordinate in fascia, il tutto d'oro Motto: In omnibus respice finem - Praeterita in omnibus respice finem (citato in (17)) |
|        | Boutourlin (Firenze) Inquartato: nel 1º e 4º d'oro, all'aquila dal volo spiegato di nero, coronata del campo, uscente dalla partizione; nel 2º d'ermellino, alla corona chiusa d'oro, cerchiata del campo e foderata di rosso; nel 3º d'azzurro, al destrocherio di carnagione armato al naturale, tenente in sbarra una scimitarra d'argento guarnita d'oro; sul tutto di rosso, all'aquila dal volo abbassato d'oro (citato in (15)) |
|        | Bouvet e Bouvet d'Ast (Lorena) D'azzurro, al bue d'oro, accompagnato in capo da tre stelle, dello stesso (disposte in fascia?) (citato in (17)) |

### Bov
| Stemma | Casato e blasonatura |
| ------ | --- |
|        | Bovalini (Trevi) (la blasonatura non è stata ancora caricata) Notizie storiche nel sito della Associazione Pro Trevi. |
|        | Bove o Bovio (Ravello) Di verde al bue passante sormontato da un K con corolla reale, il tutto d'oro, e con la bordura dentata di argento (citato in DAlena e in Chiese di ravello.) |
|        | Bove (Molfetta) d'azzurro, al bue d'oro passante sopra una campagna di verde Motto: Inexpugnabilis (citato in ) |
|        | Boverelli (Firenze) D'azzurro, a due scaglioni d'oro (citato in (15)) alias D'azzurro, a due scaglioni d'oro; con il capo d'oro (citato in (15)) (DE) Unter 1 goldenen Schildhaupt in Blau 2 goldene Sparren (citato in (21)) |
|        | Boveri (Pavia, Torino) Titolo: Nobile di rosso, all'albero nodrito nella punta dello scudo, con tronco sostenuto da un bove e da un leone, affrontati e controrampanti, il tutto al naturale (citato in (4) – Vol. II pag. 166 e in (17)) alias Di rosso, all'albero nutrito nella punta dello scudo, con il tronco sostenuto da un bue e un leone, affrontati e controrampanti, il tutto al naturale, con il capo d'oro, carico di un'aquila di nero, coronata del campo (alias aquila bicipite coronata, di nero) (citato in (17)) albero uscente dalla punta affiancato da - toro rampante rivolto e - leone rampante tutto al naturale su rosso - capo d'Impero (citato in LEOM) alias Di rosso, all'albero nutrito nella punta dello scudo, con il tronco sostenuto da un bue e un leone, affrontati e controrampanti, il tutto al naturale, con il capo partito, di Gerusalemme e d'oro, all'aquila di nero, linguata di rosso (citato in (17)) |
|        | Bovet (La Salle) Troncato di nero e d'oro, ciascun punto al bue dell'uno nell'altro (citato in (17)) |
|        | Bovi (Ferrara) d'azzurro, al bove passante d'argento (citato in GUCA – pag. 88 e in DAlena) |
|        | Bovi (Bologna) di (?), allo scaglione d'azzurro, bordato d'oro, caricato di tre gigli d'oro, quello in capo posto a piombo, quello a destra posto in sbarra e quello a sinistra posto in banda; al capo d'Angiò, abbassato sotto un capo dell'Impero (citato in (11) – pag. 219) |
|        | Bovi (Montefalco) (troncato d'azzurro e di rosso, alla fascia d'oro attraversante sulla partizione, accompagnata in capo da un toro nascente d'argento sormontato, fra le corna, da una stella di sei raggi d'oro, e in punta da tre bande pure d'oro) (citato in (31)) |
|        | Bovier de Porte Titolo: consignori di Sospello Troncato, al 1° scaccato d'argento e di rosso, di quattro tiri e sei punti, al 2° palato di nero e d'argento (citato in (17)) |
|        | Bovini (Reggio Emilia) d'azzurro, alla testa di bove al naturale posta di fronte (citato in GUCA – pag. 88 e in DAlena) |
|        | Bovio (Bitonto) di verde, al bove passante d'oro (citato in GUCA – pag. 88 e in DAlena) |
|        | Bovio (Pavia) troncato, alla fascia d'argento sulla partizione; il 1º d'oro all'aquila di nero, bicipite, coronata sulle due teste dello stesso; il 2º d'azzurro, al bue fermo sulla campagna erbosa, rivoltato, al naturale Cimiero: il bue del campo, rivoltato, nascente (citato in (4) – Vol. II pag. 166) |
|        | Bovio (Pavia) bue al naturale passante rivolto su terrazzo di verde su azzurro - aquila bicipite di nero coronata di oro su ambo le teste su oro in capo - trangla di argento (citato in LEOM) |
|        | Bovio (Feltre, Belluno) Titolo. Nobile d'argento al toro, di rosso, furioso (citato in (4) – Vol. II pag. 167) |
|        | Bovio (Feltre, Belluno) bue rampante di oro su azzurro (citato in LEOM) |
|        | Bovio (Bitonto) Titolo: nobili di Bitonto, nobili dei baroni di verde al bue passante sormontato da un K con una corona reale d'oro, e con la bordura dentata di argento (citato in (4) – Vol. II pag. 167 e in (18)) |
|        | Bovio (Alessandria) Titolo: conti di Conzano; signori di Cavatore; consignori di Rivalta Bormida D'azzurro, alla torre di due impalcate, sostenuta da due leoncini affrontati, il tutto d'oro, con il capo d'oro carico di un'aquila coronata, di nero, nascente alias Troncato, al 1° d'oro, all'aquila di nero, al 2° d'azzurro, alla casa d'argento, aperta e tegolata di rosso, sostenuta da due leoncini affrontati, d'oro, con la fascia di rosso passante sulla partizione alias Troncato, al 1° d'oro, all'aquila di nero, al 2° d'azzurro, alla torre, sostenuta da due leoncini affrontati, il tutto d'oro, con la fascia di rosso passante sulla partizione (citato in (17)) |
|        | Bovio o Bovio Torre o Bovio della Torre (Rivalta Bormida) Titolo: nobili D'azzurro, alla torre fondata sopra un monte e sostenuta da due leoni, il tutto d'oro, con il capo del secondo, carico di un'aquila coronata, di nero (citato in (17)) |
|        | Bovis (Nizzardo) Titolo: consignori di Sospello, Peglione D'azzurro al bue di rosso, cucito Motto: … paratus (citato in (17)) |
|        | Bovis (Barcellonetta) D'azzurro, a cinque bande d'oro (citato in (17)) |
|        | Bovolini (Asolo) D'azzurro ai nove gigli d'oro ordinati tre, tre, tre (citato in DAlena) |
|        | Bovona o Bovone (Ovada) D'azzurro, all'albero al naturale, terrazzato di verde, con un bue fermo con la testa in maestà al naturale, attraversante sul tutto (citato in (33)) |

### Boy
| Stemma | Casato e blasonatura |
| ------ | --- |
|        | Boy (Cagliari, Oristano) d'azzurro all'albero di cocco, nodrito sulla pianura erbosa, sostenente due buoi, affrontati in atto di lottare colle corna, attraversanti sul tronco: il tutto al naturale (citato in (4) – Vol. II pag. 168) D'azzurro all'albero di cocco fruttifero, con due buoi nella pianura erbosa, fiorita, uno verso l'altro nellatto di lottare con le corna, attraversanti sul tronco dell'albero, il tutto al naturale (citato in DAlena) |
|        | Boyer (Nizzardo) D'azzurro, alla stella d'oro, carica in cuore di uno scudetto del campo, al giglio del secondo, con il capo d'argento (citato in (17)) |
|        | Boyl (Sardegna) (la blasonatura non è ancora caricata) (citato in (12)) |

### Boz
| Stemma | Casato e blasonatura |
| ------ | --- |
|        | Bozino o Bozzini (Masserano) D'argento, al castello di due torri, di rosso (o al naturale?), nutrito nella pianura erbosa, al naturale, sostenente un gallo ardito, di rosso, coronato d'oro alias D'argento, al castello di due torri, di rosso (al naturale?), aperto d'oro, nutrito nella pianura erbosa, al naturale, sostenente un gallo ardito, di rosso Motto: Semper vigilans (citato in (17)) |
|        | Bozolo (Genova) D'azzurro, al mastio merlato, torricellato a destra d'un pezzo pure merlato, d'argento, aperto del campo, la torre sinistrata da un leone d'oro, movente dai merli del mastio, e tenente colla zampa anteriore destra un'ancora al naturale, capovolta, senza trabe (citato in Franchi-Verney, p. 31)                                                                                  |
|        | Bozomo (Genova) D'azzurro, al leone d'oro tenente colle zampe anteriori un fiore al naturale; colla banda d'argento attraversante (citato in Franchi-Verney, p. 31) |
|        | Bozzaghi (Firenze) Di…, all'albero sradicato di…, con il tronco accollato da una biscia di… alias Di…, all'albero sradicato di…, con il tronco accostato da due stelle a otto punte di… (citato in (15)) |
|        | Bozzana o Bozzano (Ovada) D'azzurro, a tre rose di rosso, disposte 2, 1, accompagnato nel cuore da una stella di sei raggi d'oro (citato in (33)) |
|        | Bozzato (Chioggia) (la blasonatura non è stata ancora caricata) (citato in Araldica gentilizia (archiviato dall'url originale il 19 marzo 2005).) |
|        | Bozzetta (Messina) d'oro con una banda azzurra caricata da sei palle d'oro (citato in (29)) Notizie storiche in Famiglie nobili di Sicilia. |
|        | Bozzi (Cortona) d'azzurro alla banda di rosso bordata d'oro caricata da tre bozzoli al naturale e accompagnata in capo e in punta da una stella di otto raggi d'oro (citato in (4) – Vol. II pag. 168) D'azzurro, alla banda di rosso bordata d'oro, caricata di tre bozzoli di filugello al naturale, e accompagnata da due stelle a otto punte d'oro, 1.1 (citato in (15))                           |
|        | Bozzi Colonna (Lecce) torre al naturale sostenente - colonna di argento coronata di oro su azzurro (citato in LEOM) |
|        | Bozzi Corsi (Lecce, Monteparano) torre al naturale sostenente - colonna di argento coronata di oro su azzurro (citato in LEOM) |
|        | Bozzolini (Fiesole, Firenze) D'azzurro, al destrocherio armato d'argento, tenente una bandiera pure d'argento astata dello stesso e sventolante a sinistra, caricata di una croce di rosso accantonata nel 3º quarto da un crescente rivolto d'oro (citato in (15)) |
|        | Bozzuto (Napoletano) d'oro, alla banda d'azzurro, caricata da tre conchiglie d'argento. (citato in (22)) |
|        | Bozzuto (Sicilia) d'oro con una banda azzurra caricata da tre conchiglie d'oro (citato in (29)) Notizie storiche in Famiglie nobili di Sicilia. |

### Brac
| Stemma | Casato e blasonatura |
| ------ | --- |
|        | Bracali (Pistoia) Di rosso, alla fascia di vaio (citato in (15)) |
|        | Bracali (Pistoia) Troncato: nel 1º d'azzurro, a tre stelle a otto punte d'oro, nascenti dalla partizione; nel 2º d'argento, allo stelo di verde, spigato di un pezzo d'oro (citato in (15)) |
|        | Bracceschi-Meniconi (Perugia) (la blasonatura non è stata ancora caricata) (Immagine nella Raccolta stemmi Trippini (JPG).) |
|        | Braccesi (Firenze) Di…, al destrocherio di carnagione vestito di…, impugnante un pugnale basso di…, e accompagnato da due stelle a otto punte di…, una in capo e una in punta (citato in (15)) |
|        | Bracci (Fano) di azzurro al braccio sinistro movente dal lembo destro dello scudo, vestito di rosso e tenente con la mano di carnagione un giglio d'oro (citato in (4) – Vol. II pag. 168) |
|        | Bracci (Firenze) d'azzurro al sinistrocherio armato, impugnante una mazza d'arme accompagnata in capo da due stelle d'otto raggi d'oro, poste fra i tre pendenti di un lambello di rosso (citato in (4) – Vol. II pag. 169) |
|        | Bracci (Firenze, Pisa) D'oro, al destrocherio con il pugno chiuso di carnagione, vestito di rosso (citato in (15)) (DE) In Gold 1 aus dem rechten Schildrand hervorkommender gestürzter rot bekleideter Rechtarm (citato in (21)) alias D'oro, al destrocherio con il pugno chiuso di carnagione, vestito di rosso; con il capo di Pisa (citato in (15)) |
|        | Bracci (Firenze) Di…, al destrocherio di carnagione, vestito di…, impugnante un pugnale basso di…, e accompagnato da due stelle a otto punte di…, una in capo e una in punta (citato in (15)) |
|        | Bracci (Montepulciano) Troncato: nel 1º d'oro, al destrocherio di carnagione, vestito di rosso, impugnante un rametto d'olivo al naturale; nel 2º d'azzurro, al crescente montante d'argento; con la fascia scaccata di due file d'argento e di rosso, passata sulla troncatura (citato in (15)) (Immagine nella Raccolta stemmi Trippini (JPG).) (DE) Durch 1 erniedrigten silber-rot geschachten Balken geteilt: Oben in Gold 1 aus dem linken Schildrand hervorkommender rot bekleideter Rechtarm 1 grünen Zweig haltend, unten in Blau 1 liegender silberner Halbmond (citato in (21)) |
|        | Bracci (Pistoia) Tagliato di rosso e d'oro, a tre crescenti rivolti ordinati in banda, accompagnati da due stelle a otto punte, una in capo e l'altra in punta; il tutto dell'uno nell'altro (citato in (15)) |
|        | Bracci D'azzuro al braccio di ferro impugnante un'azza dello stesso (citato in DAlena) |
|        | Bracci (Sicilia) d'azzurro, al braccio armato d'argento, impugnante una picca d'oro, posta in palo (citato in Mango e in (29)) Notizie storiche in Famiglie nobili di Sicilia. |
|        | Bracci Cambini (Pisa) partito: nel 1º d'oro al destrocherio vestito di rosso; nel 2º di argento al leone tenente con le zampe anteriori un ramo d'olivo; al capo di rosso caricato della croce di Pisa (citato in (4) – Vol. II pag. 169) |
|        | Bracci della Ferza o Bracci della Terza (Firenze, Livorno) D'azzurro, al sinistrocherio di carnagione armato al naturale, impugnante una mazza d'arme dello stesso (citato in (15)) alias (DE) In Blau 1 geharnischter Rechtarm, 1 naturfarbenen Morgenstern haltend (citato in (21)) alias D'azzurro, al sinistrocherio di carnagione armato al naturale, impugnante una mazza d'arme dello stesso, e sormontato da due stelle a otto punte d'oro, ordinate fra i tre pendenti di un lambello di rosso (citato in (15)) (DE) In Blau 1 aus dem rechten Schildrand hervorkommender geharnischter Rechtarm, 1 naturfarbenen Morgenstern haltend und im rechten Obereck begleitet von 1 dreilätzigen roten Turnierkragen mit je 1 sechsstrahligen goldenen Stern zwischen den Lätzen (citato in (21)) |
|        | Bracci Testasecca (Orvieto, Montepulciano) troncato: nel 1º d'oro al destrocherio di carnagione, vestito di rosso, movente da sinistra e tenente un ramoscello di verde; nel secondo di azzurro al crescente d'argento; alla fascia scaccata d'argento e di rosso, attraversante sulla troncatura (citato in (4) – Vol. II pag. 169) |
|        | Bracci Testasecca (Orvieto, Montepulciano) fascia scaccata di rosso e di argento (2file) su troncato di oro e di azzurro - braccio destro vestito di rosso uscente da destra afferrante con la mano di carnagione ramoscello di alloro di verde sull'oro - luna montante di argento sull'azzurro - colonna di argento sostenente faina al naturale su azzurro (citato in LEOM) |
|        | Bracci Vatielli (Pesaro, Bologna, Roma, Macerata) fascia scaccata di rosso e di argento (2file) su azzurro - braccio destro vestito di rosso uscente da destra afferrante con la mano di carnagione un ramo fiorito di 3 gigli di giardino al naturale - fascia di oro su azzurro - 3 comete in palo di oro - 3 palle di oro su azzurro poste in fascia (citato in LEOM) |
|        | Braccia (Abruzzo) (la blasonatura non è stata ancora caricata) (citato in DAlena) |
|        | Bracciaferri (Pistoia) Troncato in scaglione di verde e d'azzurro, allo scaglione diviso nel senso della pezza d'oro e di rosso, passato sulla partizione e accompagnato in capo da una stella a otto punte d'oro e in punta da un crescente montante d'argento (citato in (15)) |
|        | Bracciforte (Torino) D'azzurro, al braccio armato, tenente con il pugno una spada d'argento (citato in (17)) |
|        | Bracciforti (Piacenza, Milano, Parma, Colorno, Fiorenzuola) di rosso al braccio armato tenente una spada movente dal fianco destro dello scudo, il tutto d'argento, la spada manicata d'oro (citato in (4) – Vol. II pag. 170) |
|        | Braccini di azzurro al destrocherio movente dal lato sinistro dello scudo, vestito di verde e tenente nella mano di carnagione una rosa gambuta e fogliata di verde, accompagnato in punta da tre stelle d'oro male ordinate (citato in (4) – Vol. I pag. 516) |
|        | Braccini (Firenze) Di…, a tre mazze d'arme capovolte di…, poste in palo l'una accanto all'altra; con il capo d'Angiò (citato in (15)) |
|        | Braccini (Pistoia) Troncato d'oro e di rosso, a tre borse dell'uno nell'altro, attraversanti sulla partizione (citato in (15)) |
|        | Braccini del Lion d'Oro (Firenze) D'azzurro, al destrocherio di carnagione vestito di rosso, impugnante in palo una croce latina d'argento, e sormontato da un lambello a quattro pendenti d'oro (citato in (15)) |
|        | Braccini della Volpaia (Firenze) D'azzurro, al destrocherio di carnagione vestito di rosso, impugnante in palo una croce latina d'oro (citato in (15)) (DE) In Blau 1 aus dem linken Schildrand hervorkommender rotbekleideter Rechtarm, 1 goldenes Kreuz haltend (citato in (21)) |
|        | Braccini delle Stelle (Firenze) D'azzurro, al destrocherio di carnagione armato al naturale, impugnante in palo una croce latina di rosso, e sormontata da un giglio d'oro (citato in (15)) |
|        | Braccio(Tropea) in campo azzurro con un braccio d'argento tenente in mano uno scettro di oro con due stelle di oro sopra e la mezzaluna d'argento sotto (citato in BLCL) Immagine e notizie storiche in Tropea Magazine. |
|        | Braccio(Tropea) (LA) campum ceruleum in medio bracchium argenteum et in manu sceptrum aureum super duas stellas aureas et in media Luna subter argenteam (citato in BLCL) Notizie storiche in Tropea Magazine. |
|        | Braccioli (Prato) D'oro, all'albero sradicato al naturale, sinistrato da un orso di nero levato al tronco; il tutto abbassato sotto il capo d'azzurro, caricato di tre gigli d'oro ordinati fra i quattro pendenti di un lambello dello stesso (citato in (15)) |
|        | Bracciolini (Pistoia) fasciato d'oro e di nero di 6 pezzi (citato in (4) – Vol. II pag. 171) alias (DE) In Gold 3 schwarze Balken (citato in (21)) |
|        | Bracciolini (Pistoia, Firenze) Fasciato di sei pezzi d'oro e di nero alias Inquartato: nel 1º e 4º d'oro, all'aquila bicipite dal volo levato di nero, coronata del campo; nel 2º e 3º fasciato di sei pezzi d'oro e di nero (citato in (15)) |
|        | Bracciolini (Pistoia) inquartato: nel 1º e 4º d'oro all'aquila bicipite di nero coronata del campo; nel 2º e 3º fasciato d'oro e di nero di 6 pezzi (citato in (4) – Vol. II pag. 171) |
|        | Bracciolini o Bracciolini di Terranuova Fiorentina (Firenze) Partito d'argento e di rosso, al destrocherio impugnante una freccia cadente in palo, il tutto dell'uno nell'altro (citato in (15)) alias (DE) Unter 1 blauen Schildhaupt, darin 1 vierlätziger roter Turnierkragen, begleitet von je 1 goldenen Lilie zwischen den Lätzen (Capo d'Angiò), in silber-rot gespaltenem Feld 1 bekleideter Rechtarm in verwechselten Tinkturen, 1 gestürzten naturfarbenen Pfeil haltend (citato in (21)) |
|        | Braccioni (Siena) D'azzurro, al destrocherio di carnagione vestito di rosso, tenente una stella a otto punte d'oro (citato in (15)) |
|        | Bracco (Lodi, Pisa, Palermo) d'azzurro, al cane bracco d'argento (citato in Mango e in (29)) Notizie storiche in Famiglie nobili di Sicilia. |
|        | Bracconeri (Sicilia) d'argento, a due cani bracchi di rosso passanti l'uno sull'altro, accompagnati da due stelle di rosso, situate una in cuore e una in capo. Corona di barone (citato in Mango e in (29)) Notizie storiche in Famiglie nobili di Sicilia. |
|        | Bracelli (Genova) Grifone (citato in DAlena) |
|        | Braco o Bracod o Bracco (Aosta) Di rosso, al pesce d'oro, posto in fascia, sormontato da un giglio d'azzurro, cucito (arma antica) alias D'azzurro, al cane bracco d'argento (citato in (17)) |

### Brag
| Stemma | Casato e blasonatura |
| ------ | --- |
|        | Braga (Asolo) D'argento alla braca d'oro alias D'azzurro alla braca d'oro (citato in DAlena) |
|        | Braga (Treviso) braghe (o brache) di argento su rosso (citato in LEOM) |
|        | Bragadin (Padova, Buenos Ayres, Venezia, Montebelluna) troncato di azzurro e d'argento alla croce di rosso (citato in (4) – Vol. II pag. 171) |
|        | Bragadini (Venezia) troncato d'argento e d'azzurro, alla croce di rosso attraversante (Immagine nella Raccolta stemmi Trippini (JPG).) |
|        | Bragadini o Barbolani o Barbazini(Vegia, Venezia) (un'aquila nera in campo azzurro) (citato in UNFE) Immagine nella Biblioteca Estense Universitaria (id. 5760), su bibliotecaestense.beniculturali.it. URL consultato il 10 dicembre 2020 (archiviato dall'url originale il 5 marzo 2016). |
|        | Bragadini o Barbolani o Barbazini(Vegia, Venezia) (troncato d'azzurro e d'argento, alla croce di rosso attraversante) (citato in UNFE) Immagine nella Biblioteca Estense Universitaria (id. 5761), su bibliotecaestense.beniculturali.it. URL consultato il 10 dicembre 2020 (archiviato dall'url originale il 5 marzo 2016). |
|        | Braghieri (Viguzzolo, Tortona) Titolo: consignori di Monleale Di rosso, al bue d'argento alias D'argento, alla testa di bue di semiprofilo, con un anello alle narici, il tutto di rosso alias D'oro, alla testa di bue di semiprofilo, con un anello alle narici, il tutto di rosso (citato in (17)) |
|        | Braghini Nagliati (già Rossetti) (Ferrara) inquartato: nel 1º e 4º d'oro all'aquila di nero afferrante un'ancora dello stesso coricata in fascia, l'aquila fissante una stella di sei raggi d'argento, cucita, posta nel cantone destro del capo; nel 2º e 3º partito: a) di rosso al leone d'oro; b) d'azzurro a due gru d'argento con le loro vigilanze, addossate, coi colli accollati Cimiero: una torre merlata di sette pezzi alla ghibellina, cimata da una penna di struzzo Motto: Se belluam alere quae se ipsam absumeret (citato in (4) – Vol. II pag. 172) |
|        | Braghò(Tropea) toro passante di rosso su 3 monti al naturale di verde uscenti dalla punta su azzurro - stella (5 raggi) di oro in alto su azzurro (citato in LEOM) |
|        | Braghò(Tropea) D'azzurro a tre monti d'argento uscenti dalla punta e sostenenti un toro di rosso accompagnato in capo da una stella a cinque punte d'or (citato in BLCL) |
|        | Bragò(Tropea) di azzurro al monte di tre cime al naturale movente della punta sostenente un toro di rosso sormontato da una stella di oro (citato in BLCL) Immagine e notizie storiche in Tropea Magazine. |
|        | Braghò(Tropea) (LA) campum ceruleum in quo fulget stellam argenteam; et super tres montes virides saltellans taurellus candidus (citato in BLCL) Notizie storiche in Tropea Magazine. |

### Brai
| Stemma | Casato e blasonatura |
| ------ | --- |
|        | Braida o Brayda Titolo: conti di Ronsecco; signori di Brondello, Casalgrasso, Cervere, Corneliano, La Morra, Monforte, Piobesi, Pollenzo, Racconigi, Ronsecco, Ruffia, Sanfrè, Verduno; consignori di Casalvolone, Castellar, Ceresole e Palermo D'argento, a tre scaglioni d'azzurro (citato in (17)) alias D'azzurro, a tre scaglioni d'argento (citato in (17)) alias D'azzurro, a sei anelletti d'argento, 3, 2, 1 (citato in (17)) d'azzurro, a sei anelli d'argento (citato in (25)) sei anelletti d'argento 3, 2 e 1 in campo azzurro (citato in (25)) alias inquartato con una croce, scorciata del braccio inferiore, attraversante sull'inquartatura, il braccio superiore d'oro, a due fasce di nero, quello di destra d'azzurro, quello di sinistra di nero; al 1° di rosso, al leone d'argento, rivoltato e nascente dal braccio destro della croce; al 2° di rosso; al 3° di nero; al 4° palato di rosso e d'oro; sul tutto di Braida Motto: Bien faire passe tout (citato in (17)) |
|        | Braida (Napoletano) (la blasonatura non è stata ancora caricata) (citato in (22)) |
|        | Braitenberg (Bolzano) camoscio rampante al naturale su 2 rocce di verde uscenti dalla punta su troncato di argento e di rosso (citato in LEOM) |

### Bram
| Stemma | Casato e blasonatura |
| ------ | --- |
|        | Bramanti (Firenze) Troncato: nel 1º d'oro, al capro saliente di nero nascente dalla partizione; nel 2º d'azzurro, a tre stelle a otto punte d'oro, 2.1 (citato in (15))                   |
|        | Brambilla (Pavia) fasciato di nero e di argenti di otto pezzi al leone d'oro, col capo d'oro, caricato di un'aquila coronata di nero (citato in (4) – Vol. II pag. 173)                   |
|        | Brambilla (Milano) di rosso al carretto d'oro, col capo d'oro, caricato di un'aquila linguata di rosso e coronata di nero (citato in Stemmario Trivulziano – Vol. I pag. 343)             |
|        | Brambilla (Milano, Verona) d'azzurro al leone di nero, cucito colla coda biforcata; col capo d'oro, carico di un'aquila coronata, di nero (citato in (4) – Vol. II pag. 173)              |
|        | Brami (Reggio Emilia, Cavriago, Salsomaggiore) banda di oro su azzurro - 3 tazze di oro (bicchieri) a destra e a sinistra su azzurro - croce di rosso su argento in capo (citato in LEOM) |

### Bran
| Stemma | Casato e blasonatura |
| ------ | --- |
|        | Branca (Sicilia) di rosso con una branca di leone d'argento rivoltata posta in fascia (citato in (29)) Notizie storiche in Famiglie nobili di Sicilia. |
|        | Branca (Milano) leone rampante di oro stella (8 raggi) di argento tra le anteriori su tagliato di azzurro e di rosso (citato in LEOM) |
|        | Branca (Milano) leone rampante coronato di oro su tagliato di rosso e di azzurro stella (5 raggi) di argento in sinistra corona reale di oro in destra - aquila bicipite di nero coronata di oro su ambo le teste su oro in capo (citato in LEOM) |
|        | Branca (Milano) aquila di nero coronata di oro su oro - leone rampante coronato di oro su tagliato di azzurro e di rosso stella (5 raggi) di oro cimata da corona reale di oro in destra (citato in LEOM) |
|        | Brancacci (Firenze, Prato) D'oro, alla banda di rosso, accostata da due branche di leone dello stesso poste nel senso della pezza (citato in (15)) (DE) In Gold 1 roter Schrägbalken beidseitig der Figur nach begleitet von je 1 abgerissenen roten Löwenpranke (citato in (21)) |
|        | Brancaccio (Napoli, Roma) di azzurro a quattro branche di leone di oro, divise da un palo d'argento caricato da tre aquile di rosso al volo spiegato (citato in (4) – Vol. II pag. 173 e in DAlena) |
|        | Brancaccio (Napoli) di azzurro a quattro branche di leone di oro, divise da un palo d'argento caricato da tre aquile bicipiti di nero al volo spiegato (Immagine nella Raccolta stemmi Trippini (JPG).) |
|        | Brancaccio (Napoli, Sicilia) d'azzurro, a quattro branche di leone d'oro, moventi dai fianchi dello scudo 2 e 2 (citato in Mango e in (29)) alias (d'azzurro, a due branche di leone d'oro, moventi dai fianchi dello scudo, accompagnate in capo da una stella a 6 raggi dello stesso) (citato in Mango) Notizie storiche in Famiglie nobili di Sicilia. |
|        | Brancaccio (Napoletano) Titolo: Baroni di: Cesa, Corropoli, Giungano, Laurino, Loriano, Miano, San Mauro, San Nicola della Strada, San Pietro, Spinazzo, Spineto, Sogliano, Sorbo, Strambone, Trentinara, Trentola; Marchesi di: Montescaglioso, Montesilvano, Rivello, San Raffaele, San Sebastiano; Conti di: Noia, Castiglione, Crecchio, sul cognome; Duchi di: Castelnuovo, Lustra, Pontelandolfo, Villars (appartenuto ai Brancas, ramo francese dei Brancaccio), sul cognome; Principi di: Roviano, Ruffano, Triggiano, sul cognome, Carpino (linea siciliana); signori di Alfano, Aversa, Brusciano, Candelaro, Cantalupo, Castelvecchio, Cervaro, Crecchio, Forcella, Grisolia, Gualdo, Laterza, Laviano, Monteleone, Montefredano, Noia, Pescarona, S. Vitaliano, Salandra, Spinazzo, Spineto, Torrepaduli, Trentinara, Trentola d'azzurro a quattro branche di leone d'oro disposte in fascia 2, 2 e nascenti dai fianchi dello scudo (ramo del Gliuolo) alias d'azzurro a quattro branche di leone d'oro nascenti dai fianchi dello scudo e divise da una fascia d'argento (ramo del Cardinale) alias d'azzurro a quattro branche di leone d'oro, divise da un palo d'argento caricato da tre aquile di rosso al volo spiegato (ramo Imbriani) alias d'azzurro a quattro branche di leone d'oro, divise da un palo d'argento caricato di merli rossi (ramo del Vescovo) (citato in (22)) Notizie storiche in Nobili napoletani. |
|        | Brancaccio (Napoli) d'azzurro alla fascia d'argento, con quattro branche di leone d'oro moventi dai lati dello scudo (citato in (20)) fascia di argento su azzurro - 2 coppie di zampe di leone uscenti dai lati di oro (citato in LEOM) |
|        | Brancaccio (Napoli) fascia di oro su azzurro - 2 coppie di zampe di leone uscenti dai lati di oro (citato in LEOM) |
|        | Brancadori (Tolentino) di rosso al leone rampante di oro e poggiante con la zampa destra su una cornucopia d'oro e tenente nella zampa destra una spada e nella sinistra una bilancia, il tutto di argento Motto: Nec vi nec auro, sed justitia (citato in (4) – Vol. II pag. 174) |
|        | Brancadoro (Fermo) Titolo: Principi del Sacro Romano Impero, Marchesi, Conti di Macriano, Conti Palatini, Patrizi di Fermo, Nobili di Fano e Orvieto di azzurro a due branche di leone d'oro, poste a croce di S. Andrea (citato in (4) – Vol. II pag. 174) |
|        | Brancaleoni d'azzurro, alla branca di leone d'oro, recisa di rosso, posta in fascia (citato in (6) – pag. 112) |
|        | Brancalupi (Montefalco) (la blasonatura non è stata ancora caricata) (citato in (31)) |
|        | Brancalupi (Montefalco) (d'argento, all'aquila abbassata di nero, caricata in cuore da uno scudetto …) (citato in (31)) |
|        | Brancamonte (Molise) Di nero allo scaglione d'argento sormontato da un bastone dello stesso posto in fascia (citato in DAlena) |
|        | Branchi (Firenze, Modigliana) d'azzurro, a due branche di leone al naturale poste in palo afferranti il bordo superiore di una banda abbassata di rosso e attraversante, a tre stelle (8) d'oro in capo (citato in GUCA – pag. 91, in (4) - Vol. II pag. 175 (tre stelle di otto raggi d'oro ordinate in fascia) e in DAlena) |
|        | Branchi (Firenze, Modigliana) Titolo:Nobile D'azzurro, a due branche di leone al naturale poste in palo, e alla fascia attraversante di rosso alias D'azzurro, a due branche di leone al naturale poste in palo e abbrancanti la banda attraversante di rosso; il tutto sormontato da tre stelle a otto punte d'oro ordinate in capo (citato in (15)) |
|        | Branchi (Firenze) Di rosso, alla branca di leone posta in fascia al naturale, accompagnata da due stelle a otto punte d'oro ordinate in capo, e da un giglio dello stesso posto in punta (citato in (15)) alias Di rosso, alla branca di leone posta in banda al naturale, accompagnata da due stelle a otto punte d'oro ordinate in capo, e da un giglio dello stesso posto in punta (citato in (15)) alias (DE) In Gold 1 schräggelegte abgerissene goldene Löwenpranke, begleitet oben von 2 achtstrahligen goldenen Sternen, unten von 1 goldenen Lilie (citato in (21)) |
|        | Branchi (Firenze) Di…, a due branche di leone decussate di… (citato in (15)) |
|        | Branchi(Cesena) (la blasonatura non è stata ancora caricata) (citato in BLCW) Immagine in Blasone Cesenate. |
|        | Branchini (Siena) D'oro, alla branca di leone posta in banda di rosso (citato in (15)) |
|        | Branci (Sicilia) di rosso, ad una branca di leone d'argento posta in sbarra (citato in Mango) |
|        | Brancia (Foggia) (la blasonatura non è stata ancora caricata) (citato in DAlena) |
|        | Brancia (Molise, Napoli, Calabria) Titolo: patrizio di: Amalfi, Sorrento, Napoli; barone di: Aieta, Baiano, Castelfranco, Pietracupa, Torre a Mare, Tortora, S. Elia; marchese di: Mirabella, Monteleone (poi mutato in quello di Larino), Paduli e Santo Mauro; duca di: Belvedere, Roseto (poi cambiato con quello di Vulgano); principe di: Apricena Casalmaggiore D'azzurro alla branca di leone d'oro movente da sinistra (citato in DAlena) (Immagine nella Raccolta stemmi Trippini (JPG).) alias D'azzurro alla branca di leone d'oro movente in scaglione rovesciato dal fianco sinistro dello scudo (citato in DAlena) d'azzurro alla branca di leone d'oro, nascente dal fianco sinistro dello scudo (citato in (22)) Notizie storiche in Nobili napoletani. |
|        | Brancia di Apricena (Napoli, Apricena) Titolo: principe di Apricena, marchese sul cognome, patrizio di Sorrento di azzurro alla branca di leone d'oro, nascente dal fianco sinistro dello scudo (citato in (4) – Vol. II pag. 175 e in (18)) zampa di leone in scaglione rovesciato uscente da destra di oro su azzurro (citato in LEOM) |
|        | Brancia di Mirabella o Brancia di Mirabella di Castelfranci e Baiano (Napoli) Titolo: marchese di Mirabella, patrizio di Sorrento, col predicato di Castelfranci e Baiano di azzurro alla branca di leone d'oro, nascente dal fianco sinistro dello scudo (citato in (4) – Vol. II pag. 175 e in (18)) zampa di leone in scaglione rovesciato uscente da destra di oro su azzurro (citato in LEOM) |
|        | Branciforte o Branciforti (Sicilia) Titolo: barone; conte di Mazzarino; marchese di Militello; duca di Santa Lucia; principe di Butera, Pietraperzia campo azzurro con un leone coronato d'oro, che sostiene con tronchi delle zampe una bandiera di rosso caricata da tre gigli d'oro, svolazzante a sinistra e due zampe mozze dello stesso situate in croce di S. Andrea al lato destro della punta. d'azzurro, al leone coronato d'oro, sostenente con le gambe del davanti, mozze delle zampe, uno stendardo di rosso, astato di nero, caricato da tre gigli d'oro, svolazzante a sinistra, addestrato nella punta dalle due zempe, tagliate dallo stesso, poste in croce di Sant'Andrea (citato in Mango e in (29)) Corona: di Principe, mantello di velluto scarlatto Divisa: Dominus Fortitudo Notizie storiche in Famiglie nobili di Sicilia. |
|        | Brancoli d'azzurro alla pantera rampante d'oro alla banda abbassata di rosso attraversante (citato in (4) – Vol. II pag. 176) |
|        | Brancoli (Lucca) D'azzurro, alla pantera rampante al naturale; e alla banda diminuita attraversante d'azzurro (citato in (15) (nel disegno riportato la banda è d'oro)) |
|        | Brancoli Busdraghi (Lucca) partito: nel 1º d'azzurro alla pantera rampante d'oro alla banda abbassata di rosso attraversante (Brancoli); nel 2º d'oro al drago mostruoso di verde, aggruppato e seduto con la testa incappucciata, alato di rosso (Busdraghi) (citato in (4) – Vol. II pag. 176) |
|        | Branconio (Abruzzo) Spaccato: nel 1° d'oro a due palle di rosso, ed una in capo d'azzurro caricata di tre gigli d'oro; nel 2° d'argento al monte di tre cime di verde sostenenti due rami di quercia al naturale, passati in croce di S. Andrea (citato in DAlena) |
|        | Brancuti (Cagli) (la blasonatura non è stata ancora caricata) (citato in DAlena) |
|        | Brandaglia (Arezzo) di rosso alla branca di leone d'oro tenente una palla del medesimo (citato in (4) – Vol. II pag. 177) Di rosso, alla branca di leone d'oro posta in palo, afferrante una palla dello stesso (citato in (15)) |
|        | Branani (Roma) (la blasonatura non è stata ancora caricata) (Immagine nell' Archivio Storico Capitolino (PDF).) |
|        | Brandeburgeri d'azzurro, al bufalo anellato e guardante d'argento, rivoltato (citato in (6) – pag. 112) |
|        | Brandesi (Pisa) Di…, alla torre di…, cimata da una mano destra di…, impugnante in sbarra una spada di… (citato in (15)) |
|        | Brandi di rosso al monte di verde di tre cime uscente dalla punta, accompagnato in capo da un destrocherio vestito di corazza di argento uscente dal lato sinistro dello scudo e impugnante una spada di argento posta in palo (citato in (4) - Vol. IV pag. 65) |
|        | Brandi (Firenze) Inquartato decussato d'argento e d'oro, al leone dell'uno nell'altro, tenente in palo una bandiera di rosso astata dello stesso alias D'azzurro, al leone inquartato decussato d'oro e d'argento, tenente in sbarra una bandiera d'argento, caricata di un crescente volto di rosso, astata d'oro (citato in (15)) |
|        | Brandi (Firenze) Di rosso, all'albero di pino al naturale, fruttifero di tre pezzi dello stesso, nodrito su un monte di tre cime d'oro; e alla banda diminuita attraversante dello stesso alias D'azzurro, all'albero di olivo al naturale, nodrito su un monte di sei cime d'oro (citato in (15)) |
|        | Brandi (Pisa) D'azzurro, all'albero di pino al naturale, nodrito su un monte di tre cime d'oro movente dalla punta, e sinistrato da un cane d'argento collarinato di rosso, rampante contro il tronco (citato in (15)) |
|        | Brandi o Brandis (Nizza) D'oro, a due rami d'alloro verdi, piegati in forma di corona, con le estremità passate in decusse alias Di […], a due teste, d'uomo e di donna, inghirlandate (citato in (17)) |
|        | Brandini (Castelfiorentino) Di…, alla fascia di…, accompagnata da tre stelle a otto punte di…, ordinate in capo di…, e da una ruota di… posta in punta (citato in (15)) |
|        | Brandini (Firenze) Inquartato: nel 1º e 4º d'azzurro, alla rosa d'oro; nel 2º fasciato di sei pezzi d'azzurro e d'oro; nel 3º fasciato di sei pezzi d'oro e d'azzurro (citato in (15)) |
|        | Brandini (Firenze) Di…, a tre fasce di… (citato in (15)) |
|        | Brandini(Cesena) (la blasonatura non è stata ancora caricata) (citato in BLCW) Immagine in Blasone Cesenate. |
|        | Brandolini (Forlì, Bagnacavallo, Venezia, Ferrara) di rosso, a tre bande d'argento caricate di 9 scorpioni di nero, 3, 3, 3; al capo del secondo caricato di 3 trecce di rosso ordinate in fascia (citato in GUCA – pag. 480, in (4) - pag. 439, in (6) - pag. 158 (… col capo d'argento, caricato di una treccia attortigliata in fascia, di rosso) e in DAlena) |
|        | Brandolini (Firenze) D'argento, a tre ghirlande di verde legate di rosso, 2.1; con il capo d'Angiò (citato in (15)) alias (DE) Unter 1 blauen Schildhaupt, darin 1 vierlätziger roter Turnierkragen, begleitet von je 1 goldenen Lilie zwischen den Lätzen (Capo d'Angiò), in Silber 3 2:1 gestellte grüne Lorbeerkränze (citato in (21)) |
|        | Brandolini d'Adda (Venezia) Titoli: N.H. N.D., Patrizio veneto, Conte, Conte di Valmareno, Signore di Solighetto bandato di argento e di rosso; le bande d'argento caricate di sei scorpioni di nero, ordinati 1, 2, 2; col capo d'argento caricato di tre trecce legate di rosso, ordinate in fascia (citato in (4) – Vol. II pag. 178) |
|        | Branzanti(Cesena) (la blasonatura non è stata ancora caricata) (citato in BLCW) Immagine in Blasone Cesenate. |

### Bras
| Stemma | Casato e blasonatura |
| ------ | --- |
|        | Brasavola (Ferrara) (la blasonatura non è stata ancora caricata) (citato in DAlena) |
|        | Braschi (Roma) di rosso, al doppio fiore di cinque foglie d'argento stelato di verde e terrazzato dello stesso sinistrato da un aquilone uscente da una nube d'argento e il capo dello stesso caricato di tre stelle d'oro. (citato in GUCA – pag. 41 e in DAlena) |
|        | Braschi di rosso al giglio al naturale curvato sotto il soffio d'argento di un Borea di carnagione uscente da una nube di argento col capo dello stesso caricato di tre stelle d'oro (citato in (4) – Vol. II pag. 178) |
|        | Braschi (Roma) (la blasonatura non è stata ancora caricata) (Immagine nell' Archivio Storico Capitolino (PDF).) |
|        | Braschi (Roma) (la blasonatura non è stata ancora caricata) (Immagine nella Raccolta stemmi Trippini (JPG).) |
|        | Braschi (Ovada) Inquartato: nel 1° e nel 4° d'oro, all'aquila bicipite col volo abbassato e coronata di nero; nel 2° e nel 3° d'azzurro, alla fascia d'argento, caricata di tre stelle di sei raggi d'oro, accompagnata da due gigli d'oro, posti l'uno nel capo e l'altro nella punta. Sul tutto uno scudetto ritondato d'argento, all'albero al naturale, con un sole radioso d'oro movente dal cantone destro del capo; col capo d'argento, caricato di tre stelle di sei raggi d'oro, ordinate in fascia (citato in (33))                                                              |
|        | Braschi (San Marino) uomo bendato a cavallo al naturale su erta di verde posta in banda terminante a sinistra con 3 monticelli dello stesso su azzurro - 3 stelle (8 raggi) di oro poste in fascia su argento in capo (citato in LEOM) |
|        | Braschi(Cesena) (la blasonatura non è stata ancora caricata) (citato in BLCW) Immagine in Blasone Cesenate. |
|        | Braschi(Cesena) (la blasonatura non è stata ancora caricata) (citato in BLCW) Immagine in Blasone Cesenate. |
|        | Braschi Onesti (Genova) inquartato: nel 1º e 4º d'oro, all'aquila bicipite spiegata di nero coronata del campo; nel 2º e 3º di azzurro, alla fascia d'argento caricata di tre stelle d'oro e accompagnata da due gigli dello stesso posti uno e uno; sopra il tutto di rosso al giglio al naturale curvato sotto il soffio d'argento di un Borea di carnagione uscente da una nube di argento col capo dello stesso caricato di tre stelle d'oro (Braschi); d'argento al leone di rosso tenente con le branche anteriori una pigna al naturale (Onesti) (citato in (4) – Vol. II pag. 178) |
|        | Brascorens o Bracorens (Torino) Titoli: Visconte di Moriana, Conte di Salins, Signore di St.-Laurent-de-la-Côte, Signore di Savoiroux, Nobile d'azzurro, al palo d'oro, carico di tre conchiglie dio nero Cimiero: braccio armato colla spada Motto: Leniter et opere sado - 'Leviter et spere sado - Agere et pati fortia (citato in (4) – Vol. II pag. 179 e in (17)) |

### Brat
| Stemma | Casato e blasonatura |
| ------ | --- |
|        | Bratti(Cesena) d'azzurro all'aquila di nero caricata nel petto di uno scudetto di oro alla lettera B di rosso (citato in (4) – Vol. II pag. 179) (la blasonatura non è stata ancora caricata) (citato in BLCW) Immagine in Blasone Cesenate. |

### Brau
| Stemma | Casato e blasonatura |
| ------ | --- |
|        | Braunschweig-Grubenhagen (Guardia dei Lombardi) Di rosso, a due leoni illeoparditi d'oro posti in fascia (citato in Araldica di Guardia dei Lombardi.) |

### Brav
| Stemma | Casato e blasonatura |
| ------ | --- |
|        | Bravi (Cesena) (la blasonatura non è stata ancora caricata) (citato in BLCW) Immagine in Blasone Cesenate. |
|        | Bravi (Bergamo e Parma) partito: nel primo d’azzurro, a due branche di aquila, d’oro, recise e decussate, al capo dell’impero di nero; nel secondo d'azzurro al bue rampante. Motto: Nisi lacessitus laedo (citato in (4), (23), De Gherardi Cammozzi Vertova 1888 - Pagani 1600, civica biblioteca A. Mai Bergamo).                                                                            |
|        | Bravo (Sicilia) d'azzurro, al castello scaccato d'oro, azzurro e rosso, posto sopra onde marine d'azzurro e d'argento, aperto di nero, torricellato di due pezzi, e sormontato sulle due torri da due aquile spiegate di nero; esso castello caricato nel cuore da uno scudetto d'azzurro, a tre gigli d'oro, e guardato da un leone rampante d'oro, posto dinanzi alla porta (citato in Mango) |
|        | Bravo (Tropea) (la blasonatura non è stata ancora caricata) (citato in BLCL) Notizie storiche in Tropea Magazine. |

### Bray
| Stemma | Casato e blasonatura |
| ------ | --- |
|        | Brayda o De Braida o Braida (Napoli, Giovinazzo, Molfetta) Titolo: patrizio di Giovinazzo di azzurro a tre caprioli d'argento Cimiero: un irco al naturale collarinato d'oro Motto: Donec totum impleat orbem (citato in (4) – Vol. II pag. 179 e in (18) e in ) |

### Braz
| Stemma | Casato e blasonatura |
| ------ | --- |
|        | Brazzà di rosso, al destrocherio d'argento, armato (citato in (4) – Vol. II pag. 180) |
|        | Brazzetti (Orvieto) braccio destro e sinistro vestiti di oro uscenti dai lati opposti e affarranti con la mano di carnagione mazza di nero in sbarra su argento - braccio sinistro vestito di oro uscente da sinistra afferrante con la mano di carnagione una mazza in banda di nero su argento (citato in LEOM) |
|        | Brazzi o Campanini(Cesena) (la blasonatura non è stata ancora caricata) (citato in BLCW) Immagine in Blasone Cesenate. |